# Réseau de bus du Mantois
Le réseau de bus du Mantois est un réseau de transports en commun par autobus circulant en Île-de-France, organisé par Île-de-France Mobilités et exploité par RATP Cap Île-de-France à travers la société RATP Cap Mantois (initialement RD Mantois) depuis le 1er août 2021.
Il se compose de 62 lignes qui desservent principalement le bassin de vie de Mantes-la-Jolie, ainsi qu'un service de transport à la demande.

## Histoire
Les premières lignes précurseurs du réseau de bus du Mantois sont apparues durant les années dès 1988 avec les anciens réseaux de bus Tam en Yvelines et Com'Bus[réf. nécessaire]. Ils permettaient de desservir l'ouest francilien.

## Développement du réseau

### Réseau historique: TAM en Yvelines
En 1988, le réseau urbain Transdum est créé, regroupant les cinq transporteurs locaux : Autocars Tourneux, Cars Charpentier, Cars Giraux, Cars Morice et CFTA, avec la signature d'une convention entre le district urbain de Mantes et les cinq transporteurs.
En 1995, un gestionnaire unique du réseau est créé. La nouvelle société TVM est chargée de la gestion et de l'exploitation du réseau urbain de Mantes-la-Jolie. À sa constitution, son capital était partagé entre les transporteurs locaux. Aujourd'hui, seuls demeurent les Cars Giraux (devenus depuis une filiale du groupe RATP Développement) et Veolia Transport, via le rachat des sociétés Autocars Tourneux et Cars Charpentier. Le premier verra son activité déplacée à Villennes-sur-Seine, laissant seuls les Cars Charpentier (devenus depuis Véolia Transport-Houdan) sur le réseau de Mantes-la-Jolie.
Cette même année, la ligne D de rocade sur l'agglomération est créée pour la desserte des zones d'activités de Mantes-la-Ville et de Buchelay, et d'une ligne pour la desserte du pôle universitaire.
En 2000, un service de soirée est créé jusqu'à 0 h 30 environ sur les lignes C, K et M, dans le cadre de la politique de la ville. Il s'agit du premier service de ce type dans les Yvelines. En parallèle, les dessertes des quartiers de Gassicourt et des Martraits voient le jour, via les lignes F et G.
En 2001, la ligne P est créée.
En 2004, certaines lignes changent d'indice à cause d'une modification des exploitants :
- la ligne H se divise en lignes 50, 51, 52, 54, 56[N 1] et 57 ;
- la ligne S laisse la place aux actuelles lignes 81 et 82 ;
- la ligne T devient la ligne 15 ;
- la ligne U devient la ligne 09 ;
- la ligne Y devient la ligne 10.

### Ouverture à la concurrence
En raison de l'ouverture à la concurrence des transports en commun en Île-de-France, le réseau de bus du Mantois se substitue aux réseaux Tam en Yvelines et Com'Bus le 1er août 2021, correspondant à la délégation de service public numéro 35 établie par Île-de-France Mobilités. Un appel d'offres a donc été lancé par l'autorité organisatrice afin de désigner une entreprise qui succèdera à l'exploitation de entreprises présentes pour une durée de huit ans. C'est finalement RATP Cap Île-de-France, via sa filiale RD Mantois, qui a été désigné lors du conseil d'administration du 11 février 2021. Au moment de son ouverture à la concurrence, le réseau se compose des lignes  9, 10, 34, 42 et 43 de l'établissement Transdev d'Ecquevilly, de la ligne 7 de Transdev CSO, des lignes 1, 1., 3, 4 et 14 de Transdev Normandie Val de Seine, des lignes 2A, 4, 5, 7, 9, 10, 15, 16, 17, 18, 19, 20, 21, 22, 26, 40, 52, 81, 88 (Poissy - Dreux), 88 (Mantes - Dreux), 88 (Poissy-Buchelay), 89, 90, 91 (St-Illiers - Magnanville), 91 (Breval - Magnanville), 109, 110, L, N, R et P du réseau de bus Com'Bus, des lignes A, C, D, E, F, G, I, K, M, X et Z du réseau de bus Tam en Yvelines et des lignes A14 Bonnières et A14 Mantes de la CTCOP. Le contrat comprend également la ligne N151 du réseau nocturne Noctilien, exploitée auparavant par la société Transdev CSO pour le compte de SNCF Transilien ainsi que la substitution SNCF de la ligne J entre Mantes-la-Jolie et Conflans-Sainte-Honorine de 22 h jusqu'à fin de service.
Le 1er août 2021, afin d'accompagner l'ouverture à la concurrence, certaines lignes du réseau changent de numérotation et de tarification, :
- la ligne 88 est scindée en 88A, 88B et 88C, correspondant à trois dessertes distinctes ;
- la ligne 9 (Velannes à Aubergenville) devient la 44 ;
- la ligne 10 (Boinville à Aubergenville) devient la 45 ;
- la ligne 4 (Blaru à Bonnières-sur-Seine) devient la 76 ;
- la ligne 7 (Lainville à Poissy) devient la 87 ;
- la ligne 1. (Bonnières-sur-Seine à Vernon) devient la 71 ;
- la ligne 14 (Vernon à La Défense) devient la 72 ;
- la ligne 3 (Vernon à Poissy) devient la 73 ;
- la ligne 4 (Bréval à Vernon) devient la 74 ;
- la ligne 1 (Gasny à Bonnières-sur-Seine) devient la 75.

### Modifications d'août 2022
Le 29 août 2022, les lignes J, P et 10 sont supprimées tandis que deux Bus Soirée à Mantes-la-Jolie et à Aubergenville voient le jour. La ligne 40 est restructurée avec la création d'une ligne 41.

### Modifications rentrée 2024
Au 2 septembre 2024, les lignes A, C et I deviennent plus accessibles et la ligne Express A14 Mantes-la-Jolie gagne un trajet plus direct et est renforcé tandis que celle de Bonnières gagne un aller-retour supplémentaire.
À cette même date la nouvelle ligne 7825 reliant La Défense à la gare de Bréval via l'autoroute A14 entrera en service, la ligne est une des 45 futures lignes des « Cars Express », la liaison Bréval — La Défense était initialement prévu en phase 2 et donc entre 2027 et 2030. La ligne débutera avec en semaine 3 départs le matin en direction de La Défense et 3 départs le soir en direction de Bréval.

### Modifications rentrée 2025
Au 1er Septembre 2025 dans le cadre de la rénumérotation unique des lignes de bus d'Île de France, la totalité des lignes seront numérotés avec le prefixe 54, les bus A14 auront le préfixe 782x
- Les lignes 5401 à 5414 seront les lignes dites structurantes.
(La ligne D sens Plaisance aura le numéro 5403, le sens inverse vers Résidence aura le numéro 5404)
- Les lignes 5420 à 5458 seront les lignes dites complémentaires.
- Les lignes 5460 à 5491 seront les lignes a vocation scolaire
Ci-dessous, le tableau récapitulatif des anciens numéros et des nouveaux numéros de lignes :
| Anciens numéros      | Nouveaux numéros |
| -------------------- | ---------------- |
| A                    | 5401             |
| C                    | 5402             |
| D (Plaisances)       | 5403             |
| D (Résidence du Lac) | 5404             |
| I                    | 5405             |
| K / G                | 5406             |
| M                    | 5407             |
| X / G                | 5408             |
| 9                    | 5409             |
| 40                   | 5410             |
| 41                   | 5411             |
| 2A                   | 5412             |
| 2B                   | 5413             |
| Z                    | 5414             |
| E                    | 5420             |
| 1                    | 5421             |
| 22                   | 5422             |
| 4                    | 5424             |
| N                    | 5425             |
| R                    | 5426             |
| F                    | 5427             |
| 71                   | 5431             |
| 72                   | 5432             |
| 73                   | 5433             |
| 75                   | 5435             |
| 76                   | 5436             |
| 87                   | 5437             |
| 88A                  | 5438             |
| (Extrême Soirée)     | 5441             |
| 42                   | 5442             |
| 43                   | 5443             |
| 44                   | 5444             |
| 45                   | 5445             |
| 17                   | 5447             |
| 88B                  | 5448             |
| 81                   | 5451             |
| 82                   | 5452             |
| 15                   | 5455             |
| L                    | 5457             |
| 88C                  | 5458             |
| 2C                   | 5462             |
| K                    | 5463             |
| 5                    | 5465             |
| 7                    | 5467             |
| 109                  | 5469             |
| 110                  | 5470             |
| 74                   | 5474             |
| 16                   | 5476             |
| 77                   | 5477             |
| 18                   | 5478             |
| 19                   | 5479             |
| 20                   | 5480             |
| 52 / 21              | 5482             |
| 34                   | 5484             |
| 26                   | 5486             |
| 89                   | 5489             |
| 90                   | 5490             |
| 91                   | 5491             |
| A14M                 | 7820             |
| A14B                 | 7823             |
| 7825                 | Inchangé         |

- les lignes G[14] qui sera rattaché aux futurs lignes 5406 et 5408 et 21 qui sera rattaché à la future ligne 5482 seront supprimées a la même date.

## Lignes du réseau

### Lignes 1 à 9
| Ligne | Caractéristiques | Caractéristiques                                                                                   | Caractéristiques                                                                                   | Caractéristiques                                                                                   | Caractéristiques                                                                                   | Caractéristiques                                                                                   | Caractéristiques                                                                                   | Caractéristiques                                                                                   | Caractéristiques                                                                                   |
| 1     | Méricourt — Jardinerie ⥋ Bonnières — Gare routière | Méricourt — Jardinerie ⥋ Bonnières — Gare routière                                                 | Méricourt — Jardinerie ⥋ Bonnières — Gare routière                                                 | Méricourt — Jardinerie ⥋ Bonnières — Gare routière                                                 | Méricourt — Jardinerie ⥋ Bonnières — Gare routière                                                 | Méricourt — Jardinerie ⥋ Bonnières — Gare routière                                                 | Méricourt — Jardinerie ⥋ Bonnières — Gare routière                                                 | Méricourt — Jardinerie ⥋ Bonnières — Gare routière                                                 | Méricourt — Jardinerie ⥋ Bonnières — Gare routière                                                 |
| ----- | --- | -------------------------------------------------------------------------------------------------- | -------------------------------------------------------------------------------------------------- | -------------------------------------------------------------------------------------------------- | -------------------------------------------------------------------------------------------------- | -------------------------------------------------------------------------------------------------- | -------------------------------------------------------------------------------------------------- | -------------------------------------------------------------------------------------------------- | -------------------------------------------------------------------------------------------------- |
| 1     | Ouverture / Fermeture — / — | Longueur —                                                                                         | Durée 20-30 min                                                                                    | Nb. d’arrêts 27                                                                                    | Matériel —                                                                                         | Jours de fonctionnement L, Ma, Me, J, V, S                                                         | Jour / Soir / Nuit / Fêtes O / N / N / N                                                           | Voy. / an —                                                                                        | Dépôt —                                                                                            |
| 1     | Desserte : - Villes et lieux desservis : Méricourt, Mousseaux-sur-Seine, Moisson, Freneuse et Bonnières-sur-Seine - Gare desservie : Bonnières | | | | | | | | |
| 1     | Autre : - Zone traversée : 5 - Arrêts non accessibles aux UFR : — - Amplitudes horaires : La ligne fonctionne : - du lundi au vendredi en période scolaire de 6 h à 8 h 20 puis de 16 h 10 à 20 h 5 / de 12 h 40 à 20 h 5 (le mercredi uniquement) ; - du lundi au vendredi en période de vacances scolaires de 6 h à 7 h 25 puis de 17 h 45 à 20 h 5 ; - le samedi en période scolaire de 7 h 10 à 7 h 40 puis de 13 h 10 à 13 h 30. - Particularités : L'arrêt Collège M. Pagnol est desservi en période scolaire aux heures d'entrée et de sortie de l'établissement. - Date de dernière mise à jour : 7 janvier 2016.                          | | | | | | | | |
| 1     | Dernière actualisation : — | | | | | | | | |
| 2A    | Bonnières-sur-Seine — Centre Social ⥋ Mantes-la-Jolie — Gare routière (Quai no 3) | Bonnières-sur-Seine — Centre Social ⥋ Mantes-la-Jolie — Gare routière (Quai no 3)                  | Bonnières-sur-Seine — Centre Social ⥋ Mantes-la-Jolie — Gare routière (Quai no 3)                  | Bonnières-sur-Seine — Centre Social ⥋ Mantes-la-Jolie — Gare routière (Quai no 3)                  | Bonnières-sur-Seine — Centre Social ⥋ Mantes-la-Jolie — Gare routière (Quai no 3)                  | Bonnières-sur-Seine — Centre Social ⥋ Mantes-la-Jolie — Gare routière (Quai no 3)                  | Bonnières-sur-Seine — Centre Social ⥋ Mantes-la-Jolie — Gare routière (Quai no 3)                  | Bonnières-sur-Seine — Centre Social ⥋ Mantes-la-Jolie — Gare routière (Quai no 3)                  | Bonnières-sur-Seine — Centre Social ⥋ Mantes-la-Jolie — Gare routière (Quai no 3)                  |
| 2A    | Ouverture / Fermeture 3 novembre 2014 / — | Longueur —                                                                                         | Durée 20-45 min                                                                                    | Nb. d’arrêts 17                                                                                    | Matériel Evadys H Crossway Line 13 Crossway LE Line 13 Intouro II M Futura FDD2                    | Jours de fonctionnement L, Ma, Me, J, V, S                                                         | Jour / Soir / Nuit / Fêtes O / N / N / N                                                           | Voy. / an —                                                                                        | Dépôt Bonnières-sur-Seine                                                                          |
| 2A    | Desserte : - Villes et lieux desservis : Bonnières-sur-Seine, Freneuse, Rolleboise, Rosny-sur-Seine et Mantes-la-Jolie - Gares desservies : Bonnières et Mantes-la-Jolie | | | | | | | | |
| 2A    | Autre : - Zone traversée : 5 - Arrêts non accessibles aux UFR : — - Amplitudes horaires : La ligne fonctionne : - du lundi au vendredi de 5 h 40 à 20 h 40 ; - le samedi en période scolaire de 6 h à 19 h 40 ; - le samedi en période de vacances scolaires de 6 h 55 à 18 h. - Particularités : Il existe, du lundi au vendredi en période scolaire, des services directs entre Bonnières-sur-Seine — Gare routière et Géo André aux heures d'entrée et de sortie du collège Pasteur. - Date de dernière mise à jour : 20 mai 2022. | | | | | | | | |
| 2A    | Dernière actualisation : — | | | | | | | | |
| 2B    | Freneuse — Ventines ⥋ Mantes-la-Jolie — Gare routière (Quai no 3) | Freneuse — Ventines ⥋ Mantes-la-Jolie — Gare routière (Quai no 3)                                  | Freneuse — Ventines ⥋ Mantes-la-Jolie — Gare routière (Quai no 3)                                  | Freneuse — Ventines ⥋ Mantes-la-Jolie — Gare routière (Quai no 3)                                  | Freneuse — Ventines ⥋ Mantes-la-Jolie — Gare routière (Quai no 3)                                  | Freneuse — Ventines ⥋ Mantes-la-Jolie — Gare routière (Quai no 3)                                  | Freneuse — Ventines ⥋ Mantes-la-Jolie — Gare routière (Quai no 3)                                  | Freneuse — Ventines ⥋ Mantes-la-Jolie — Gare routière (Quai no 3)                                  | Freneuse — Ventines ⥋ Mantes-la-Jolie — Gare routière (Quai no 3)                                  |
| 2B    | Ouverture / Fermeture 3 novembre 2014 / — | Longueur —                                                                                         | Durée 30-50 min                                                                                    | Nb. d’arrêts 29                                                                                    | Matériel Evadys H Crossway Line 13 Crossway LE Line 13 Intouro II M Futura FDD2                    | Jours de fonctionnement L, Ma, Me, J, V, S                                                         | Jour / Soir / Nuit / Fêtes O / N / N / N                                                           | Voy. / an —                                                                                        | Dépôt Bonnières-sur-Seine                                                                          |
| 2B    | Desserte : - Villes et lieux desservis : Bonnières-sur-Seine, Freneuse, Rolleboise, Rosny-sur-Seine et Mantes-la-Jolie - Gares desservies : Bonnières et Mantes-la-Jolie | | | | | | | | |
| 2B    | Autre : - Zone traversée : 5 - Arrêts non accessibles aux UFR : — - Amplitudes horaires : La ligne fonctionne du lundi au vendredi de 5 h 55 à 21 h 5 et le samedi de 6 h 25 à 18 h 40 / à 19 h (en période scolaire uniquement). - Particularités : La ligne est prolongée en période scolaire à certaines heures d'une part à Bonnières-sur-Seine — Gare routière et d'autre part à Sangle / Saint-Maclou. - Date de dernière mise à jour : 20 mai 2022. | | | | | | | | |
| 2B    | Dernière actualisation : — | | | | | | | | |
| 2C    | Freneuse — Plantines ⥋ Rosny-sur-Seine — Collège Sully | Freneuse — Plantines ⥋ Rosny-sur-Seine — Collège Sully                                             | Freneuse — Plantines ⥋ Rosny-sur-Seine — Collège Sully                                             | Freneuse — Plantines ⥋ Rosny-sur-Seine — Collège Sully                                             | Freneuse — Plantines ⥋ Rosny-sur-Seine — Collège Sully                                             | Freneuse — Plantines ⥋ Rosny-sur-Seine — Collège Sully                                             | Freneuse — Plantines ⥋ Rosny-sur-Seine — Collège Sully                                             | Freneuse — Plantines ⥋ Rosny-sur-Seine — Collège Sully                                             | Freneuse — Plantines ⥋ Rosny-sur-Seine — Collège Sully                                             |
| 2C    | Ouverture / Fermeture 3 novembre 2014 / — | Longueur —                                                                                         | Durée 25-30 min                                                                                    | Nb. d’arrêts 21                                                                                    | Matériel Evadys H Crossway Line 13 Crossway LE Line 13 Intouro II M                                | Jours de fonctionnement L, Ma, Me, J, V                                                            | Jour / Soir / Nuit / Fêtes O / N / N / N                                                           | Voy. / an —                                                                                        | Dépôt Bonnières-sur-Seine                                                                          |
| 2C    | Desserte : - Villes et lieux desservis : Freneuse, Rolleboise et Rosny-sur-Seine | | | | | | | | |
| 2C    | Autre : - Zone traversée : 5 - Arrêts non accessibles aux UFR : — - Amplitudes horaires : La ligne fonctionne du lundi au vendredi en période scolaire de 7 h 50 à 8 h 20 puis de 11 h 45 à 17 h 35 / de 11 h 45 à 13 h (le mercredi uniquement). - Date de dernière mise à jour : 20 mai 2022. | | | | | | | | |
| 2C    | Dernière actualisation : — | | | | | | | | |
| 4     | Chaufour — Centre ⥋ Bonnières — Gare routière | Chaufour — Centre ⥋ Bonnières — Gare routière                                                      | Chaufour — Centre ⥋ Bonnières — Gare routière                                                      | Chaufour — Centre ⥋ Bonnières — Gare routière                                                      | Chaufour — Centre ⥋ Bonnières — Gare routière                                                      | Chaufour — Centre ⥋ Bonnières — Gare routière                                                      | Chaufour — Centre ⥋ Bonnières — Gare routière                                                      | Chaufour — Centre ⥋ Bonnières — Gare routière                                                      | Chaufour — Centre ⥋ Bonnières — Gare routière                                                      |
| 4     | Ouverture / Fermeture — / — | Longueur —                                                                                         | Durée 15-45 min                                                                                    | Nb. d’arrêts 23                                                                                    | Matériel —                                                                                         | Jours de fonctionnement L, Ma, Me, J, V, S                                                         | Jour / Soir / Nuit / Fêtes O / N / N / N                                                           | Voy. / an —                                                                                        | Dépôt —                                                                                            |
| 4     | Desserte : - Villes et lieux desservis : La Villeneuve-en-Chevrie, Chaufour-lès-Bonnières, Cravent, Lommoye et Bonnières-sur-Seine - Gare desservie : Bonnières | | | | | | | | |
| 4     | Autre : - Zone traversée : 5 - Arrêts non accessibles aux UFR : — - Amplitudes horaires : La ligne fonctionne : - du lundi au vendredi en période scolaire de 5 h 55 à 8 h 10 puis de 16 h à 20 h 20 / de 12 h 30 à 20 h 20 (le mercredi uniquement) ; - du lundi au vendredi en période de vacances scolaires de 5 h 55 à 7 h 25 puis de 17 h 45 à 20 h 20 ; - le samedi en période scolaire de 7 h 5 à 7 h 40 puis de 13 h 10 à 13 h 45. - Particularités : L'arrêt Collège M. Pagnol est desservi en période scolaire aux heures d'entrée et de sortie de l'établissement. - Date de dernière mise à jour : 7 janvier 2016.                     | | | | | | | | |
| 4     | Dernière actualisation : — | | | | | | | | |
| 5     | Bennecourt — Gloton ⥋ Bonnières — Gare routière | Bennecourt — Gloton ⥋ Bonnières — Gare routière                                                    | Bennecourt — Gloton ⥋ Bonnières — Gare routière                                                    | Bennecourt — Gloton ⥋ Bonnières — Gare routière                                                    | Bennecourt — Gloton ⥋ Bonnières — Gare routière                                                    | Bennecourt — Gloton ⥋ Bonnières — Gare routière                                                    | Bennecourt — Gloton ⥋ Bonnières — Gare routière                                                    | Bennecourt — Gloton ⥋ Bonnières — Gare routière                                                    | Bennecourt — Gloton ⥋ Bonnières — Gare routière                                                    |
| 5     | Ouverture / Fermeture — / — | Longueur —                                                                                         | Durée 10-45 min                                                                                    | Nb. d’arrêts 18                                                                                    | Matériel —                                                                                         | Jours de fonctionnement L, Ma, Me, J, V, S                                                         | Jour / Soir / Nuit / Fêtes O / N / N / N                                                           | Voy. / an —                                                                                        | Dépôt —                                                                                            |
| 5     | Desserte : - Villes et lieux desservis : Bennecourt, Gommecourt, Limetz-Villez et Bonnières-sur-Seine - Gare desservie : Bonnières | | | | | | | | |
| 5     | Autre : - Zone traversée : 5 - Arrêts non accessibles aux UFR : — - Amplitudes horaires : La ligne fonctionne : - du lundi au vendredi en période scolaire de 5 h 55 à 8 h 30 puis de 11 h 45 à 20 h 10 / de 12 h 30 à 20 h 10 (le mercredi uniquement) ; - du lundi au vendredi en période de vacances scolaires de 5 h 55 à 7 h 25 puis de 17 h 45 à 19 h 50 ; - le samedi en période scolaire de 7 h 5 à 7 h 40 puis de 13 h 10 à 13 h 35. - Particularités : Les arrêts Monument et Collège M. Pagnol sont desservis en période scolaire aux heures d'entrée et de sortie de l'établissement. - Date de dernière mise à jour : 7 janvier 2016. | | | | | | | | |
| 5     | Dernière actualisation : — | | | | | | | | |
| 7     | Freneuse — Guyenne (le matin) / Freneuse — Centre Commercial (le soir) ⥋ Bonnières — Gare routière | Freneuse — Guyenne (le matin) / Freneuse — Centre Commercial (le soir) ⥋ Bonnières — Gare routière | Freneuse — Guyenne (le matin) / Freneuse — Centre Commercial (le soir) ⥋ Bonnières — Gare routière | Freneuse — Guyenne (le matin) / Freneuse — Centre Commercial (le soir) ⥋ Bonnières — Gare routière | Freneuse — Guyenne (le matin) / Freneuse — Centre Commercial (le soir) ⥋ Bonnières — Gare routière | Freneuse — Guyenne (le matin) / Freneuse — Centre Commercial (le soir) ⥋ Bonnières — Gare routière | Freneuse — Guyenne (le matin) / Freneuse — Centre Commercial (le soir) ⥋ Bonnières — Gare routière | Freneuse — Guyenne (le matin) / Freneuse — Centre Commercial (le soir) ⥋ Bonnières — Gare routière | Freneuse — Guyenne (le matin) / Freneuse — Centre Commercial (le soir) ⥋ Bonnières — Gare routière |
| 7     | Ouverture / Fermeture — / — | Longueur —                                                                                         | Durée 10-15 min                                                                                    | Nb. d’arrêts 21                                                                                    | Matériel —                                                                                         | Jours de fonctionnement L, Ma, Me, J, V                                                            | Jour / Soir / Nuit / Fêtes O / N / N / N                                                           | Voy. / an —                                                                                        | Dépôt —                                                                                            |
| 7     | Desserte : - Villes et lieux desservis : Freneuse et Bonnières-sur-Seine - Gare desservie : Bonnières | | | | | | | | |
| 7     | Autre : - Zone traversée : 5 - Arrêts non accessibles aux UFR : — - Amplitudes horaires : La ligne fonctionne : - du lundi au vendredi en période scolaire de 6 h à 8 h 25 puis de 11 h 45 à 20 h ; - du lundi au vendredi en période de vacances scolaires de 6 h à 7 h 25 puis de 17 h 45 à 20 h. - Particularités : Il existe des services en période scolaire entre Haegeman (le matin) / Aubépines (l'après-midi) et Collège M. Pagnol aux heures d'entrée et de sortie de l'établissement. - Date de dernière mise à jour : 7 janvier 2016.                                                                                                  | | | | | | | | |
| 7     | Dernière actualisation : — | | | | | | | | |
| 9     | Mantes-la-Jolie — Gare routière (Quai no 11) ⥋ Poissy — Gare Routière Sud | Mantes-la-Jolie — Gare routière (Quai no 11) ⥋ Poissy — Gare Routière Sud                          | Mantes-la-Jolie — Gare routière (Quai no 11) ⥋ Poissy — Gare Routière Sud                          | Mantes-la-Jolie — Gare routière (Quai no 11) ⥋ Poissy — Gare Routière Sud                          | Mantes-la-Jolie — Gare routière (Quai no 11) ⥋ Poissy — Gare Routière Sud                          | Mantes-la-Jolie — Gare routière (Quai no 11) ⥋ Poissy — Gare Routière Sud                          | Mantes-la-Jolie — Gare routière (Quai no 11) ⥋ Poissy — Gare Routière Sud                          | Mantes-la-Jolie — Gare routière (Quai no 11) ⥋ Poissy — Gare Routière Sud                          | Mantes-la-Jolie — Gare routière (Quai no 11) ⥋ Poissy — Gare Routière Sud                          |
| 9     | Ouverture / Fermeture — / — | Longueur —                                                                                         | Durée 25-75 min                                                                                    | Nb. d’arrêts 46                                                                                    | Matériel Mercedes-Benz Citaro C2 Crossway Line 13                                                  | Jours de fonctionnement L, Ma, Me, J, V, S                                                         | Jour / Soir / Nuit / Fêtes O / N / N / N                                                           | Voy. / an —                                                                                        | Dépôt Épône et Mantes-la-Jolie                                                                     |
| 9     | Desserte : - Villes et lieux desservis : Mantes-la-Jolie, Limay, Porcheville, Issou, Gargenville, Juziers, Mézy-sur-Seine, Hardricourt, Meulan-en-Yvelines , Verneuil-sur-Seine et Cergy - Gares desservies : Mantes-la-Jolie, Issou - Porcheville, Juziers, Meulan - t et Gare de Cergy-Préfecture | | | | | | | | |
| 9     | Autre : - Zone traversée : 5 - Arrêts non accessibles aux UFR : — - Amplitudes horaires : La ligne fonctionne : - du lundi au vendredi de 5 h 35 à 21 h 50 ; - weekend de 7h à 21h20 - Date de dernière mise à jour : 17 janvier 2025. | | | | | | | | |
| 9     | Dernière actualisation : — | | | | | | | | |

### Lignes 10 à 11
| Ligne | Caractéristiques | Caractéristiques | Caractéristiques | Caractéristiques | Caractéristiques | Caractéristiques | Caractéristiques | Caractéristiques | Caractéristiques |
| 15    | Guernes — Mairie (à certaines heures) / Dennemont — Carrefour Saint-Martin ⥋ Mantes-la-Jolie — Gare routière (Quai no 12) | Guernes — Mairie (à certaines heures) / Dennemont — Carrefour Saint-Martin ⥋ Mantes-la-Jolie — Gare routière (Quai no 12) | Guernes — Mairie (à certaines heures) / Dennemont — Carrefour Saint-Martin ⥋ Mantes-la-Jolie — Gare routière (Quai no 12) | Guernes — Mairie (à certaines heures) / Dennemont — Carrefour Saint-Martin ⥋ Mantes-la-Jolie — Gare routière (Quai no 12) | Guernes — Mairie (à certaines heures) / Dennemont — Carrefour Saint-Martin ⥋ Mantes-la-Jolie — Gare routière (Quai no 12) | Guernes — Mairie (à certaines heures) / Dennemont — Carrefour Saint-Martin ⥋ Mantes-la-Jolie — Gare routière (Quai no 12) | Guernes — Mairie (à certaines heures) / Dennemont — Carrefour Saint-Martin ⥋ Mantes-la-Jolie — Gare routière (Quai no 12) | Guernes — Mairie (à certaines heures) / Dennemont — Carrefour Saint-Martin ⥋ Mantes-la-Jolie — Gare routière (Quai no 12) | Guernes — Mairie (à certaines heures) / Dennemont — Carrefour Saint-Martin ⥋ Mantes-la-Jolie — Gare routière (Quai no 12) |
| ----- | --- | --- | --- | --- | --- | --- | --- | --- | --- |
| 15    | Ouverture / Fermeture — / — | Longueur — | Durée 15-30 min | Nb. d’arrêts 20 | Matériel Crossway LE Line 13                                                                                              | Jours de fonctionnement L, Ma, Me, J, V, S                                                                                | Jour / Soir / Nuit / Fêtes O / N / N / N                                                                                  | Voy. / an — | Dépôt Mantes-la-Jolie |
| 15    | Desserte : - Villes et lieux desservis : Guernes, Saint-Martin-la-Garenne, Follainville-Dennemont, Limay et Mantes-la-Jolie - Gare desservie : Mantes-la-Jolie | | | | | | | | |
| 15    | Autre : - Zone traversée : 5 - Arrêts non accessibles aux UFR : — - Amplitudes horaires : La ligne fonctionne : - du lundi au vendredi en période scolaire de 5 h 50 à 9 h puis de 14 h 15 à 19 h 50 / de 12 h à 19 h 50 (le mercredi uniquement) ; - le lundi, mardi, jeudi et vendredi en période de vacances scolaires de 5 h 50 à 9 h puis de 14 h 15 à 19 h 50 ; - le mercredi en période de vacances scolaires de 5 h 50 à 9 h puis de 16 h 40 à 19 h 50 ; - le samedi en période scolaire de 7 h 35 à 9 h puis de 13 h à 19 h ; - le samedi en période de vacances scolaires de 7 h 35 à 9 h puis de 14 h 25 à 19 h. - Date de dernière mise à jour : 26 mai 2022. | | | | | | | | |
| 15    | Dernière actualisation : — | | | | | | | | |
| 16    | Guernes — Mairie ⥋ Porcheville — Lycée Lavoisier | Guernes — Mairie ⥋ Porcheville — Lycée Lavoisier                                                                          | Guernes — Mairie ⥋ Porcheville — Lycée Lavoisier                                                                          | Guernes — Mairie ⥋ Porcheville — Lycée Lavoisier                                                                          | Guernes — Mairie ⥋ Porcheville — Lycée Lavoisier                                                                          | Guernes — Mairie ⥋ Porcheville — Lycée Lavoisier                                                                          | Guernes — Mairie ⥋ Porcheville — Lycée Lavoisier                                                                          | Guernes — Mairie ⥋ Porcheville — Lycée Lavoisier                                                                          | Guernes — Mairie ⥋ Porcheville — Lycée Lavoisier                                                                          |
| 16    | Ouverture / Fermeture — / — | Longueur — | Durée 30-65 min | Nb. d’arrêts 23 | Matériel — | Jours de fonctionnement L, Ma, Me, J, V, S                                                                                | Jour / Soir / Nuit / Fêtes O / N / N / N                                                                                  | Voy. / an — | Dépôt — |
| 16    | Desserte : - Villes et lieux desservis : Guernes, Saint-Martin-la-Garenne, Follainville-Dennemont, Limay, Issou et Porcheville - Gare desservie : Issou - Porcheville | | | | | | | | |
| 16    | Autre : - Zone traversée : 5 - Arrêts non accessibles aux UFR : — - Amplitudes horaires : La ligne fonctionne en période scolaire du lundi au vendredi de 7 h 25 à 9 h 20 puis de 16 h 10 à 18 h 15 / de 11 h 20 à 13 h 15 (le mercredi uniquement) et le samedi de 7 h 45 à 8 h 15 puis de 12 h 40 à 13 h 10. - Date de dernière mise à jour : 7 janvier 2016. | | | | | | | | |
| 16    | Dernière actualisation : — | | | | | | | | |
| 17    | Jambville — Mairie ⥋ Les Mureaux — Gare | Jambville — Mairie ⥋ Les Mureaux — Gare                                                                                   | Jambville — Mairie ⥋ Les Mureaux — Gare                                                                                   | Jambville — Mairie ⥋ Les Mureaux — Gare                                                                                   | Jambville — Mairie ⥋ Les Mureaux — Gare                                                                                   | Jambville — Mairie ⥋ Les Mureaux — Gare                                                                                   | Jambville — Mairie ⥋ Les Mureaux — Gare                                                                                   | Jambville — Mairie ⥋ Les Mureaux — Gare                                                                                   | Jambville — Mairie ⥋ Les Mureaux — Gare                                                                                   |
| 17    | Ouverture / Fermeture — / — | Longueur — | Durée 15-85 min | Nb. d’arrêts 26 | Matériel — | Jours de fonctionnement L, Ma, Me, J, V                                                                                   | Jour / Soir / Nuit / Fêtes O / N / N / N                                                                                  | Voy. / an — | Dépôt Limay |
| 17    | Desserte : - Villes et lieux desservis : Jambville, Montalet-le-Bois, Lainville-en-Vexin, Sailly, Brueil-en-Vexin, Oinville-sur-Montcient, Seraincourt, Hardricourt, Gaillon-sur-Montcient, Meulan-en-Yvelines et Les Mureaux - Gares desservies : Meulan - Hardricourt et Les Mureaux | | | | | | | | |
| 17    | Autre : - Zone traversée : 5 - Arrêts non accessibles aux UFR : — - Amplitudes horaires : La ligne fonctionne : - du lundi au vendredi en période scolaire de 6 h 15 à 9 h 15 puis de 15 h 30 à 19 h 30 ; - le mercredi en période scolaire de 6 h 15 à 9 h 15 puis de 11 h 35 à 19 h 30 ; - du lundi au vendredi en période de vacances scolaires de 6 h 15 à 8 h 5 puis de 17 h 45 à 19 h 30. - Interdiction de trafic local : Les arrêts situés sur les communes de Seraincourt, Hardricourt, Meulan et Les Mureaux sont réservés à la montée en direction de Jambville et à la descente dans le sens inverse. - Date de dernière mise à jour : 20 mai 2022.           | | | | | | | | |
| 17    | Dernière actualisation : — | | | | | | | | |
| 18    | Oinville-sur-Montcient — Tilleuls ⥋ Magnanville — Lycée Léopold S. Senghor | Oinville-sur-Montcient — Tilleuls ⥋ Magnanville — Lycée Léopold S. Senghor                                                | Oinville-sur-Montcient — Tilleuls ⥋ Magnanville — Lycée Léopold S. Senghor                                                | Oinville-sur-Montcient — Tilleuls ⥋ Magnanville — Lycée Léopold S. Senghor                                                | Oinville-sur-Montcient — Tilleuls ⥋ Magnanville — Lycée Léopold S. Senghor                                                | Oinville-sur-Montcient — Tilleuls ⥋ Magnanville — Lycée Léopold S. Senghor                                                | Oinville-sur-Montcient — Tilleuls ⥋ Magnanville — Lycée Léopold S. Senghor                                                | Oinville-sur-Montcient — Tilleuls ⥋ Magnanville — Lycée Léopold S. Senghor                                                | Oinville-sur-Montcient — Tilleuls ⥋ Magnanville — Lycée Léopold S. Senghor                                                |
| 18    | Ouverture / Fermeture — / — | Longueur — | Durée 40-75 min | Nb. d’arrêts 21 | Matériel Crossway LE Line 13                                                                                              | Jours de fonctionnement L, Ma, Me, J, V, S                                                                                | Jour / Soir / Nuit / Fêtes O / N / N / N                                                                                  | Voy. / an — | Dépôt Mantes-la-Jolie |
| 18    | Desserte : - Villes et lieux desservis : Oinville-sur-Montcient, Jambville, Montalet-le-Bois, Lainville-en-Vexin, Sailly, Brueil-en-Vexin, Gargenville, Limay et Magnanville - Gare desservie : Limay | | | | | | | | |
| 18    | Autre : - Zone traversée : 5 - Arrêts non accessibles aux UFR : — - Amplitudes horaires : La ligne fonctionne en période scolaire du lundi au vendredi de 7 h 15 à 9 h 20 puis de 15 h 55 à 18 h 50 / de 12 h 35 à 13 h 45 (le mercredi uniquement) et le samedi de 7 h 15 à 8 h 15 puis de 12 h 35 à 13 h 45. - Date de dernière mise à jour : 26 mai 2022. | | | | | | | | |
| 18    | Dernière actualisation : — | | | | | | | | |
| 19    | Porcheville — Petite Auberge ⥋ Gargenville — Collège A. Camus | Porcheville — Petite Auberge ⥋ Gargenville — Collège A. Camus                                                             | Porcheville — Petite Auberge ⥋ Gargenville — Collège A. Camus                                                             | Porcheville — Petite Auberge ⥋ Gargenville — Collège A. Camus                                                             | Porcheville — Petite Auberge ⥋ Gargenville — Collège A. Camus                                                             | Porcheville — Petite Auberge ⥋ Gargenville — Collège A. Camus                                                             | Porcheville — Petite Auberge ⥋ Gargenville — Collège A. Camus                                                             | Porcheville — Petite Auberge ⥋ Gargenville — Collège A. Camus                                                             | Porcheville — Petite Auberge ⥋ Gargenville — Collège A. Camus                                                             |
| 19    | Ouverture / Fermeture — / — | Longueur — | Durée 20-35 min | Nb. d’arrêts 11 | Matériel — | Jours de fonctionnement L, Ma, Me, J, V                                                                                   | Jour / Soir / Nuit / Fêtes O / N / N / N                                                                                  | Voy. / an — | Dépôt — |
| 19    | Desserte : - Villes et lieux desservis : Porcheville, Gargenville et Juziers - Gare desservie : Juziers | | | | | | | | |
| 19    | Autre : - Zone traversée : 5 - Arrêts non accessibles aux UFR : — - Amplitudes horaires : La ligne fonctionne du lundi au vendredi en période scolaire de 7 h 45 à 9 h 15 puis de 16 h 5 à 17 h 25 / de 11 h 45 à 13 h 5 (le mercredi uniquement). - Date de dernière mise à jour : 7 janvier 2016. | | | | | | | | |
| 19    | Dernière actualisation : — | | | | | | | | |

### Lignes 20 à 29
| Ligne | Caractéristiques | Caractéristiques                                                                                          | Caractéristiques                                                                                          | Caractéristiques                                                                                          | Caractéristiques                                                                                          | Caractéristiques                                                                                          | Caractéristiques                                                                                          | Caractéristiques                                                                                          | Caractéristiques                                                                                          |
| 20    | Juziers — Trois Cornets ⥋ Limay — Lycée Condorcet | Juziers — Trois Cornets ⥋ Limay — Lycée Condorcet                                                         | Juziers — Trois Cornets ⥋ Limay — Lycée Condorcet                                                         | Juziers — Trois Cornets ⥋ Limay — Lycée Condorcet                                                         | Juziers — Trois Cornets ⥋ Limay — Lycée Condorcet                                                         | Juziers — Trois Cornets ⥋ Limay — Lycée Condorcet                                                         | Juziers — Trois Cornets ⥋ Limay — Lycée Condorcet                                                         | Juziers — Trois Cornets ⥋ Limay — Lycée Condorcet                                                         | Juziers — Trois Cornets ⥋ Limay — Lycée Condorcet                                                         |
| ----- | --- | --- | --- | --- | --- | --- | --- | --- | --- |
| 20    | Ouverture / Fermeture — / — | Longueur —                                                                                                | Durée 15-20 min                                                                                           | Nb. d’arrêts 30                                                                                           | Matériel —                                                                                                | Jours de fonctionnement L, Ma, Me, J, V, S                                                                | Jour / Soir / Nuit / Fêtes O / N / N / N                                                                  | Voy. / an —                                                                                               | Dépôt —                                                                                                   |
| 20    | Desserte : - Villes et lieux desservis : Juziers, Gargenville, Issou, Porcheville et Limay - Gares desservies : Juziers et Gargenville | | | | | | | | |
| 20    | Autre : - Zone traversée : 5 - Arrêts non accessibles aux UFR : — - Amplitudes horaires : La ligne fonctionne en période scolaire du lundi au vendredi de 8 h à 9 h 15 puis de 16 h 40 à 18 h / de 12 h 40 à 13 h (le mercredi uniquement) et le samedi de 8 h à 8 h 20 puis de 12 h 40 à 13 h. - Date de dernière mise à jour : 7 janvier 2016.                                    | | | | | | | | |
| 20    | Dernière actualisation : — | | | | | | | | |
| 21    | Limay — Lycée Condorcet ⥋ Mantes-la-Jolie — Gare routière (le matin) / Mantes-la-Ville — La Poste (AFORP) | Limay — Lycée Condorcet ⥋ Mantes-la-Jolie — Gare routière (le matin) / Mantes-la-Ville — La Poste (AFORP) | Limay — Lycée Condorcet ⥋ Mantes-la-Jolie — Gare routière (le matin) / Mantes-la-Ville — La Poste (AFORP) | Limay — Lycée Condorcet ⥋ Mantes-la-Jolie — Gare routière (le matin) / Mantes-la-Ville — La Poste (AFORP) | Limay — Lycée Condorcet ⥋ Mantes-la-Jolie — Gare routière (le matin) / Mantes-la-Ville — La Poste (AFORP) | Limay — Lycée Condorcet ⥋ Mantes-la-Jolie — Gare routière (le matin) / Mantes-la-Ville — La Poste (AFORP) | Limay — Lycée Condorcet ⥋ Mantes-la-Jolie — Gare routière (le matin) / Mantes-la-Ville — La Poste (AFORP) | Limay — Lycée Condorcet ⥋ Mantes-la-Jolie — Gare routière (le matin) / Mantes-la-Ville — La Poste (AFORP) | Limay — Lycée Condorcet ⥋ Mantes-la-Jolie — Gare routière (le matin) / Mantes-la-Ville — La Poste (AFORP) |
| 21    | Ouverture / Fermeture — / — | Longueur —                                                                                                | Durée 25-45 min                                                                                           | Nb. d’arrêts 6                                                                                            | Matériel —                                                                                                | Jours de fonctionnement L, Ma, Me, J, V, S                                                                | Jour / Soir / Nuit / Fêtes O / N / N / N                                                                  | Voy. / an —                                                                                               | Dépôt —                                                                                                   |
| 21    | Desserte : - Villes et lieux desservis : Limay, Mantes-la-Ville et Mantes-la-Jolie - Gare desservie : Mantes-la-Jolie | | | | | | | | |
| 21    | Autre : - Zone traversée : 5 - Arrêts non accessibles aux UFR : — - Amplitudes horaires : La ligne fonctionne en période scolaire du lundi au vendredi de 7 h 55 à 9 h 30 puis de 15 h 30 à 18 h (lundi, mardi, jeudi et vendredi) / de 12 h 35 à 13 h (le mercredi uniquement) et le samedi de 8 h 5 à 8 h 25 puis de 12 h 40 à 13 h. - Date de dernière mise à jour : 6 mai 2018. | | | | | | | | |
| 21    | Dernière actualisation : — | | | | | | | | |
| 22    | Mantes-la-Ville — Gare routière (Quai no 24) ⥋ Saint-Germain-en-Laye — République RER | Mantes-la-Ville — Gare routière (Quai no 24) ⥋ Saint-Germain-en-Laye — République RER                     | Mantes-la-Ville — Gare routière (Quai no 24) ⥋ Saint-Germain-en-Laye — République RER                     | Mantes-la-Ville — Gare routière (Quai no 24) ⥋ Saint-Germain-en-Laye — République RER                     | Mantes-la-Ville — Gare routière (Quai no 24) ⥋ Saint-Germain-en-Laye — République RER                     | Mantes-la-Ville — Gare routière (Quai no 24) ⥋ Saint-Germain-en-Laye — République RER                     | Mantes-la-Ville — Gare routière (Quai no 24) ⥋ Saint-Germain-en-Laye — République RER                     | Mantes-la-Ville — Gare routière (Quai no 24) ⥋ Saint-Germain-en-Laye — République RER                     | Mantes-la-Ville — Gare routière (Quai no 24) ⥋ Saint-Germain-en-Laye — République RER                     |
| 22    | Ouverture / Fermeture — / — | Longueur —                                                                                                | Durée 40-65 min                                                                                           | Nb. d’arrêts 7                                                                                            | Matériel —                                                                                                | Jours de fonctionnement L, Ma, Me, J, V                                                                   | Jour / Soir / Nuit / Fêtes O / N / N / N                                                                  | Voy. / an —                                                                                               | Dépôt Mantes-la-Jolie                                                                                     |
| 22    | Desserte : - Villes et lieux desservis : Mantes-la-Ville, Mantes-la-Jolie, Poissy et Saint-Germain-en-Laye - Gares desservies : Mantes-la-Jolie, Mantes-Station et Saint-Germain-en-Laye | | | | | | | | |
| 22    | Autre : - Zone traversée : 4 et 5 - Arrêts non accessibles aux UFR : — - Amplitudes horaires : La ligne fonctionne : - du lundi au vendredi en période scolaire de 6 h 30 à 20 h 25 ; - du lundi au vendredi en période de vacances scolaires de 6 h 30 à 10 h 50 puis de 15 h 40 à 20 h 25. - Date de dernière mise à jour : 3 février 2023.                                       | | | | | | | | |
| 22    | Dernière actualisation : — | | | | | | | | |
| 26    | Magnanville — Lycée Senghor ⥋ Mantes-la-Jolie — Lycées Saint-Exupéry et Rostand | Magnanville — Lycée Senghor ⥋ Mantes-la-Jolie — Lycées Saint-Exupéry et Rostand                           | Magnanville — Lycée Senghor ⥋ Mantes-la-Jolie — Lycées Saint-Exupéry et Rostand                           | Magnanville — Lycée Senghor ⥋ Mantes-la-Jolie — Lycées Saint-Exupéry et Rostand                           | Magnanville — Lycée Senghor ⥋ Mantes-la-Jolie — Lycées Saint-Exupéry et Rostand                           | Magnanville — Lycée Senghor ⥋ Mantes-la-Jolie — Lycées Saint-Exupéry et Rostand                           | Magnanville — Lycée Senghor ⥋ Mantes-la-Jolie — Lycées Saint-Exupéry et Rostand                           | Magnanville — Lycée Senghor ⥋ Mantes-la-Jolie — Lycées Saint-Exupéry et Rostand                           | Magnanville — Lycée Senghor ⥋ Mantes-la-Jolie — Lycées Saint-Exupéry et Rostand                           |
| 26    | Ouverture / Fermeture — / — | Longueur —                                                                                                | Durée 5-30 min                                                                                            | Nb. d’arrêts 9                                                                                            | Matériel —                                                                                                | Jours de fonctionnement L, Ma, Me, J, V, S                                                                | Jour / Soir / Nuit / Fêtes O / N / N / N                                                                  | Voy. / an —                                                                                               | Dépôt Mantes-la-Jolie                                                                                     |
| 26    | Desserte : - Villes et lieux desservis : Magnanville, Mantes-la-Ville et Mantes-la-Jolie - Gare desservie : Mantes-la-Jolie | | | | | | | | |
| 26    | Autre : - Zone traversée : 5 - Arrêts non accessibles aux UFR : — - Amplitudes horaires : La ligne fonctionne en période scolaire : - le lundi, mardi, jeudi et vendredi de 8 h 5 à 9 h 30 puis de 16 h 35 à 18 h ; - le mercredi de 8 h 5 à 8 h 25 puis de 12 h 35 à 13 h ; - le samedi de 8 h 5 à 8 h 20 puis de 12 h 40 à 13 h. - Date de dernière mise à jour : 20 mai 2022.    | | | | | | | | |
| 26    | Dernière actualisation : — | | | | | | | | |

### Lignes 30 à 39
| Ligne | Caractéristiques | Caractéristiques                                                                                      | Caractéristiques                                                                                      | Caractéristiques                                                                                      | Caractéristiques                                                                                      | Caractéristiques                                                                                      | Caractéristiques                                                                                      | Caractéristiques                                                                                      | Caractéristiques                                                                                      |
| 34    | Verneuil-sur-Seine — Chemin Vert ⥋ Nézel — Mairie ou Bouafle — Ferme Rouge ou Ecquevilly — Val Fleuri | Verneuil-sur-Seine — Chemin Vert ⥋ Nézel — Mairie ou Bouafle — Ferme Rouge ou Ecquevilly — Val Fleuri | Verneuil-sur-Seine — Chemin Vert ⥋ Nézel — Mairie ou Bouafle — Ferme Rouge ou Ecquevilly — Val Fleuri | Verneuil-sur-Seine — Chemin Vert ⥋ Nézel — Mairie ou Bouafle — Ferme Rouge ou Ecquevilly — Val Fleuri | Verneuil-sur-Seine — Chemin Vert ⥋ Nézel — Mairie ou Bouafle — Ferme Rouge ou Ecquevilly — Val Fleuri | Verneuil-sur-Seine — Chemin Vert ⥋ Nézel — Mairie ou Bouafle — Ferme Rouge ou Ecquevilly — Val Fleuri | Verneuil-sur-Seine — Chemin Vert ⥋ Nézel — Mairie ou Bouafle — Ferme Rouge ou Ecquevilly — Val Fleuri | Verneuil-sur-Seine — Chemin Vert ⥋ Nézel — Mairie ou Bouafle — Ferme Rouge ou Ecquevilly — Val Fleuri | Verneuil-sur-Seine — Chemin Vert ⥋ Nézel — Mairie ou Bouafle — Ferme Rouge ou Ecquevilly — Val Fleuri |
| ----- | --- | --- | --- | --- | --- | --- | --- | --- | --- |
| 34    | Ouverture / Fermeture — / — | Longueur —                                                                                            | Durée 30 à 65 min                                                                                     | Nb. d’arrêts 47                                                                                       | Matériel —                                                                                            | Jours de fonctionnement L, Ma, Me, J, V                                                               | Jour / Soir / Nuit / Fêtes O / N / N / N                                                              | Voy. / an —                                                                                           | Dépôt —                                                                                               |
| 34    | Desserte : - Villes et lieux desservis : Verneuil-sur-Seine, Les Mureaux, Bouafle, Ecquevilly, Flins-sur-Seine, Aubergenville, Bazemont, Maule, Aulnay-sur-Mauldre et Nézel - Gare desservie : Nézel - Aulnay | | | | | | | | |
| 34    | Autre : - Zone traversée : 5 - Arrêts non accessibles aux UFR : — - Amplitudes horaires : La ligne est en service du lundi au vendredi de 7 h 15 à 8 h 20 puis de 16 h 45 à 17 h 35, avancé le mercredi de 12 h 50 à 13 h 40. - Particularités : La ligne est divisée en deux parcours distincts : un aller-retour depuis et vers Nézel, et un autre desservant Bouafle et Ecquevilly, Ferme Rouge étant l'arrêt de départ et Val Fleuri celui d'arrivée. - Date de dernière mise à jour : 6 novembre 2020. | | | | | | | | |
| 34    | Dernière actualisation : — | | | | | | | | |

### Lignes 40 à 49
| Ligne | Caractéristiques | Caractéristiques                                                                                           | Caractéristiques                                                                                           | Caractéristiques                                                                                           | Caractéristiques                                                                                           | Caractéristiques                                                                                           | Caractéristiques                                                                                           | Caractéristiques                                                                                           | Caractéristiques                                                                                           |
| 40    | (Circulaire) Aubergenville — Reine Astrid ⥋ via Aubergenville Collège Arthur Rimbaud, en sens anti-horaire | (Circulaire) Aubergenville — Reine Astrid ⥋ via Aubergenville Collège Arthur Rimbaud, en sens anti-horaire | (Circulaire) Aubergenville — Reine Astrid ⥋ via Aubergenville Collège Arthur Rimbaud, en sens anti-horaire | (Circulaire) Aubergenville — Reine Astrid ⥋ via Aubergenville Collège Arthur Rimbaud, en sens anti-horaire | (Circulaire) Aubergenville — Reine Astrid ⥋ via Aubergenville Collège Arthur Rimbaud, en sens anti-horaire | (Circulaire) Aubergenville — Reine Astrid ⥋ via Aubergenville Collège Arthur Rimbaud, en sens anti-horaire | (Circulaire) Aubergenville — Reine Astrid ⥋ via Aubergenville Collège Arthur Rimbaud, en sens anti-horaire | (Circulaire) Aubergenville — Reine Astrid ⥋ via Aubergenville Collège Arthur Rimbaud, en sens anti-horaire | (Circulaire) Aubergenville — Reine Astrid ⥋ via Aubergenville Collège Arthur Rimbaud, en sens anti-horaire |
| ----- | --- | --- | --- | --- | --- | --- | --- | --- | --- |
| 40    | Ouverture / Fermeture — / — | Longueur —                                                                                                 | Durée 30 min                                                                                               | Nb. d’arrêts 14                                                                                            | Matériel —                                                                                                 | Jours de fonctionnement L, Ma, Me, J, V, S, D                                                              | Jour / Soir / Nuit / Fêtes O / N / N / O                                                                   | Voy. / an —                                                                                                | Dépôt — |
| 40    | Desserte : - Ville et lieux desservis : Aubergenville et Flins-sur-Seine - Gare desservie : Aubergenville-Élisabethville | | | | | | | | |
| 40    | Autre : - Zone traversée : 5 - Arrêts non accessibles aux UFR : — - Amplitudes horaires : La ligne fonctionne du lundi au vendredi de 4 h 30 à 21 h 30, le samedi de 5 h 55 à 20 h 30 et les dimanches et fêtes de 7 h 35 à 20 h. - Particularités : La ligne fonctionne en sens anti-horaire uniquement, l'autre sens est assuré par la ligne 41. - Date de dernière mise à jour : 27 août 2022. | | | | | | | | |
| 40    | Dernière actualisation : — | | | | | | | | |
| 41    | (Circulaire) Aubergenville — Gare ⥋ via Aubergenville Fresque, en sens horaire | (Circulaire) Aubergenville — Gare ⥋ via Aubergenville Fresque, en sens horaire                             | (Circulaire) Aubergenville — Gare ⥋ via Aubergenville Fresque, en sens horaire                             | (Circulaire) Aubergenville — Gare ⥋ via Aubergenville Fresque, en sens horaire                             | (Circulaire) Aubergenville — Gare ⥋ via Aubergenville Fresque, en sens horaire                             | (Circulaire) Aubergenville — Gare ⥋ via Aubergenville Fresque, en sens horaire                             | (Circulaire) Aubergenville — Gare ⥋ via Aubergenville Fresque, en sens horaire                             | (Circulaire) Aubergenville — Gare ⥋ via Aubergenville Fresque, en sens horaire                             | (Circulaire) Aubergenville — Gare ⥋ via Aubergenville Fresque, en sens horaire                             |
| 41    | Ouverture / Fermeture 29 août 2022 / — | Longueur —                                                                                                 | Durée 15-30 min                                                                                            | Nb. d’arrêts 22                                                                                            | Matériel —                                                                                                 | Jours de fonctionnement L, Ma, Me, J, V, S, D                                                              | Jour / Soir / Nuit / Fêtes O / N / N / O                                                                   | Voy. / an —                                                                                                | Dépôt — |
| 41    | Desserte : - Ville et lieux desservis : Aubergenville et Flins-sur-Seine - Gare desservie : Aubergenville-Élisabethville | | | | | | | | |
| 41    | Autre : - Zone traversée : 5 - Arrêts non accessibles aux UFR : — - Amplitudes horaires : La ligne fonctionne du lundi au vendredi de 4 h 30 à 20 h 25, le samedi de 6 h à 20 h 30 et les dimanches et fêtes de 7 h à 19 h 30. - Particularités : La ligne fonctionne en sens horaire uniquement, l'autre sens est assuré par la ligne 40. - Date de dernière mise à jour : 27 août 2022. | | | | | | | | |
| 41    | Dernière actualisation : — | | | | | | | | |
| 42    | (Circulaire) Aubergenville — Gare ⥋ via Épône | (Circulaire) Aubergenville — Gare ⥋ via Épône                                                              | (Circulaire) Aubergenville — Gare ⥋ via Épône                                                              | (Circulaire) Aubergenville — Gare ⥋ via Épône                                                              | (Circulaire) Aubergenville — Gare ⥋ via Épône                                                              | (Circulaire) Aubergenville — Gare ⥋ via Épône                                                              | (Circulaire) Aubergenville — Gare ⥋ via Épône                                                              | (Circulaire) Aubergenville — Gare ⥋ via Épône                                                              | (Circulaire) Aubergenville — Gare ⥋ via Épône                                                              |
| 42    | Ouverture / Fermeture — / — | Longueur —                                                                                                 | Durée 13 min                                                                                               | Nb. d’arrêts 11                                                                                            | Matériel —                                                                                                 | Jours de fonctionnement L, Ma, Me, J, V                                                                    | Jour / Soir / Nuit / Fêtes O / N / N / N                                                                   | Voy. / an —                                                                                                | Dépôt — |
| 42    | Desserte : - Villes et lieux desservis : Aubergenville et Épône - Gare desservie : Aubergenville-Élisabethville | | | | | | | | |
| 42    | Autre : - Zone traversée : 5 - Arrêts non accessibles aux UFR : — - Amplitudes horaires : La ligne est en service du lundi au vendredi de 5 h 55 à 7 h 45 puis de 17 h 10 à 19 h 35. - Date de dernière mise à jour : 27 août 2022. | | | | | | | | |
| 42    | Dernière actualisation : — | | | | | | | | |
| 43    | (Circulaire) Aubergenville — Gare ⥋ via Flins-sur-Seine | (Circulaire) Aubergenville — Gare ⥋ via Flins-sur-Seine                                                    | (Circulaire) Aubergenville — Gare ⥋ via Flins-sur-Seine                                                    | (Circulaire) Aubergenville — Gare ⥋ via Flins-sur-Seine                                                    | (Circulaire) Aubergenville — Gare ⥋ via Flins-sur-Seine                                                    | (Circulaire) Aubergenville — Gare ⥋ via Flins-sur-Seine                                                    | (Circulaire) Aubergenville — Gare ⥋ via Flins-sur-Seine                                                    | (Circulaire) Aubergenville — Gare ⥋ via Flins-sur-Seine                                                    | (Circulaire) Aubergenville — Gare ⥋ via Flins-sur-Seine                                                    |
| 43    | Ouverture / Fermeture — / — | Longueur —                                                                                                 | Durée 20 min                                                                                               | Nb. d’arrêts 14 (15)                                                                                       | Matériel —                                                                                                 | Jours de fonctionnement L, Ma, Me, J, V                                                                    | Jour / Soir / Nuit / Fêtes O / N / N / N                                                                   | Voy. / an —                                                                                                | Dépôt — |
| 43    | Desserte : - Villes et lieux desservis : Aubergenville et Flins-sur-Seine - Gare desservie : Aubergenville-Élisabethville | | | | | | | | |
| 43    | Autre : - Zone traversée : 5 - Arrêts non accessibles aux UFR : — - Amplitudes horaires : La ligne est en service du lundi au vendredi de 6 h 10 à 7 h 50 puis de 17 h 30 à 19 h 55. - Particularités : En période scolaire, quatre courses non-circulaires sont ajoutées (1 le matin et 3 vers midi) au départ ou à destination de la gare à destination du collège Arthur Rimbaud. - Date de dernière mise à jour : 27 août 2022. | | | | | | | | |
| 43    | Dernière actualisation : — | | | | | | | | |
| 44    | (Circulaire) Vélannes ⥋ via la gare d'Épone - Mézières | (Circulaire) Vélannes ⥋ via la gare d'Épone - Mézières                                                     | (Circulaire) Vélannes ⥋ via la gare d'Épone - Mézières                                                     | (Circulaire) Vélannes ⥋ via la gare d'Épone - Mézières                                                     | (Circulaire) Vélannes ⥋ via la gare d'Épone - Mézières                                                     | (Circulaire) Vélannes ⥋ via la gare d'Épone - Mézières                                                     | (Circulaire) Vélannes ⥋ via la gare d'Épone - Mézières                                                     | (Circulaire) Vélannes ⥋ via la gare d'Épone - Mézières                                                     | (Circulaire) Vélannes ⥋ via la gare d'Épone - Mézières                                                     |
| 44    | Ouverture / Fermeture — / — | Longueur —                                                                                                 | Durée 20 à 25 min                                                                                          | Nb. d’arrêts 13                                                                                            | Matériel —                                                                                                 | Jours de fonctionnement L, Ma, Me, J, V, S                                                                 | Jour / Soir / Nuit / Fêtes O / N / N / N                                                                   | Voy. / an —                                                                                                | Dépôt — |
| 44    | Desserte : - Villes et lieux desservis : Aubergenville, Épône - Gare desservie : Épône - Mézières | | | | | | | | |
| 44    | Autre : - Zone traversée : 5 - Arrêts non accessibles aux UFR : — - Amplitudes horaires : La ligne est en service du lundi au vendredi de 5 h 45 à 8 h 5 puis de 16 h 15 à 20 h 25 et le samedi en période scolaire de 7 h 50 à 8 h 10 puis de 11 h 45 à 13 h 5. Des services supplémentaires sont effectués le mercredi en période scolaire entre 11 h 45 et 13 h 5. - Particularités : - Le matin, la ligne dessert les arrêts dans le sens de Moulin à Vent à Chemin Neuf, le soir dans le sens de Chemin Neuf à Le Fourneau. - Les courses depuis et vers le lycée Van Gogh ne sont effectuées que le mercredi et le samedi en période scolaire et ne desservent pas les arrêts situés entre la gare et La Falaise. - La dernière course du matin, la première et les deux dernières de la pointe du soir ne sont pas circulaires et donc limitées selon le sens à la gare ou à Vélannes. - Date de dernière mise à jour : 5 novembre 2020. | | | | | | | | |
| 44    | Dernière actualisation : — | | | | | | | | |
| 45    | Aubergenville — Lycée Van Gogh ⥋ Boinville-en-Mantois — Église | Aubergenville — Lycée Van Gogh ⥋ Boinville-en-Mantois — Église                                             | Aubergenville — Lycée Van Gogh ⥋ Boinville-en-Mantois — Église                                             | Aubergenville — Lycée Van Gogh ⥋ Boinville-en-Mantois — Église                                             | Aubergenville — Lycée Van Gogh ⥋ Boinville-en-Mantois — Église                                             | Aubergenville — Lycée Van Gogh ⥋ Boinville-en-Mantois — Église                                             | Aubergenville — Lycée Van Gogh ⥋ Boinville-en-Mantois — Église                                             | Aubergenville — Lycée Van Gogh ⥋ Boinville-en-Mantois — Église                                             | Aubergenville — Lycée Van Gogh ⥋ Boinville-en-Mantois — Église                                             |
| 45    | Ouverture / Fermeture — / — | Longueur —                                                                                                 | Durée 10 à 50 min                                                                                          | Nb. d’arrêts 22                                                                                            | Matériel —                                                                                                 | Jours de fonctionnement L, Ma, Me, J, V, S                                                                 | Jour / Soir / Nuit / Fêtes O / N / N / N                                                                   | Voy. / an —                                                                                                | Dépôt — |
| 45    | Desserte : - Villes et lieux desservis : Aubergenville, Épône, Mézières-sur-Seine, Jumeauville, Goussonville et Boinville-en-Mantois - Gare desservie : Épône - Mézières | | | | | | | | |
| 45    | Autre : - Zone traversée : 5 - Arrêts non accessibles aux UFR : — - Amplitudes horaires : La ligne est en service : - en période scolaire du lundi au vendredi de 6 h 10 à 9 h 20 puis le mercredi de 11 h 45 jusqu'à 13 h 30 et enfin de 16 h 40 à 18 h 50, décalé à 17 h 50, ainsi que le samedi de 7 h 35 à 9 h 20 puis de 11 h 45 à 13 h 40, - et toute l'année du lundi au vendredi de 6 h 10 à 7 h 30 (7 h 55 durant les petites vacances scolaires) puis de 18 h 15 à 18 h 50, (17 h 50 durant cette même période). - Particularités : - Certains services sont limités à la gare, à Mairie, à La Villeneuve ou à Église. - Les arrêts Place Commandant Grimblot et La Fontaine sont desservis uniquement le matin en direction d'Aubergenville et le soir vers Boinville. - Une course, ainsi qu'une autre le mercredi, ne marquent pas l'arrêt à la gare et à Avenue de la Gare. - Date de dernière mise à jour : 5 novembre 2020.     | | | | | | | | |
| 45    | Dernière actualisation : — | | | | | | | | |

### Lignes 50 à 59
| Ligne | Caractéristiques | Caractéristiques                                       | Caractéristiques                                       | Caractéristiques                                       | Caractéristiques                                       | Caractéristiques                                       | Caractéristiques                                       | Caractéristiques                                       | Caractéristiques                                       |
| 52    | Fontenay-Saint-Père — Église ⥋ Limay — Lycée Condorcet | Fontenay-Saint-Père — Église ⥋ Limay — Lycée Condorcet | Fontenay-Saint-Père — Église ⥋ Limay — Lycée Condorcet | Fontenay-Saint-Père — Église ⥋ Limay — Lycée Condorcet | Fontenay-Saint-Père — Église ⥋ Limay — Lycée Condorcet | Fontenay-Saint-Père — Église ⥋ Limay — Lycée Condorcet | Fontenay-Saint-Père — Église ⥋ Limay — Lycée Condorcet | Fontenay-Saint-Père — Église ⥋ Limay — Lycée Condorcet | Fontenay-Saint-Père — Église ⥋ Limay — Lycée Condorcet |
| ----- | --- | ------------------------------------------------------ | ------------------------------------------------------ | ------------------------------------------------------ | ------------------------------------------------------ | ------------------------------------------------------ | ------------------------------------------------------ | ------------------------------------------------------ | ------------------------------------------------------ |
| 52    | Ouverture / Fermeture — / — | Longueur —                                             | Durée 15 min                                           | Nb. d’arrêts 8                                         | Matériel Citelis 12                                    | Jours de fonctionnement L, Ma, Me, J, V, S             | Jour / Soir / Nuit / Fêtes O / N / N / N               | Voy. / an —                                            | Dépôt Mantes-la-Jolie                                  |
| 52    | Desserte : - Villes et lieux desservis : Fontenay-Saint-Père, Guitrancourt et Limay - Gare desservie : Aucune. |                                                        |                                                        |                                                        |                                                        |                                                        |                                                        |                                                        |                                                        |
| 52    | Autre : - Zone traversée : 5 - Arrêts non accessibles aux UFR : — - Amplitudes horaires : La ligne fonctionne : - les lundis, mardis, jeudis et vendredis en période scolaire de 7 h 40 à 9 h puis de 17 h 5 à 18 h 20 ; - les mercredis et samedis en période scolaire de 7 h 40 à 9 h puis de 12 h 40 à 13 h 15. - Date de dernière mise à jour : 26 août 2022. |                                                        |                                                        |                                                        |                                                        |                                                        |                                                        |                                                        |                                                        |
| 52    | Dernière actualisation : — |                                                        |                                                        |                                                        |                                                        |                                                        |                                                        |                                                        |                                                        |

### Lignes 70 à 79
| Ligne | Caractéristiques | Caractéristiques                                                        | Caractéristiques                                                        | Caractéristiques                                                        | Caractéristiques                                                        | Caractéristiques                                                        | Caractéristiques                                                        | Caractéristiques                                                        | Caractéristiques                                                        |
| 71    | Bonnières-sur-Seine — Gare routière ⥋ Limetz-Villez — Route de la Roche | Bonnières-sur-Seine — Gare routière ⥋ Limetz-Villez — Route de la Roche | Bonnières-sur-Seine — Gare routière ⥋ Limetz-Villez — Route de la Roche | Bonnières-sur-Seine — Gare routière ⥋ Limetz-Villez — Route de la Roche | Bonnières-sur-Seine — Gare routière ⥋ Limetz-Villez — Route de la Roche | Bonnières-sur-Seine — Gare routière ⥋ Limetz-Villez — Route de la Roche | Bonnières-sur-Seine — Gare routière ⥋ Limetz-Villez — Route de la Roche | Bonnières-sur-Seine — Gare routière ⥋ Limetz-Villez — Route de la Roche | Bonnières-sur-Seine — Gare routière ⥋ Limetz-Villez — Route de la Roche |
| ----- | --- | ----------------------------------------------------------------------- | ----------------------------------------------------------------------- | ----------------------------------------------------------------------- | ----------------------------------------------------------------------- | ----------------------------------------------------------------------- | ----------------------------------------------------------------------- | ----------------------------------------------------------------------- | ----------------------------------------------------------------------- |
| 71    | Ouverture / Fermeture — / — | Longueur —                                                              | Durée —                                                                 | Nb. d’arrêts —                                                          | Matériel —                                                              | Jours de fonctionnement L, Ma, Me, J, V                                 | Jour / Soir / Nuit / Fêtes O / N / N / N                                | Voy. / an —                                                             | Dépôt —                                                                 |
| 71    | Desserte : - Ville et lieux desservis : Bonnières-sur-Seine (mairie), Bennecourt (mairie, église Saint-Ouen) et Limetz-Villez (mairie, église Saint-Sulpice) - Gare desservie : Bonnières |                                                                         |                                                                         |                                                                         |                                                                         |                                                                         |                                                                         |                                                                         |                                                                         |
| 71    | Autre : - Zones traversées : 5 - Arrêts non accessibles aux UFR : - Amplitudes horaires : La ligne fonctionne à raison d'un aller le matin et d'un retour l'après-midi, ou à midi le mercredi. - Date de dernière mise à jour : 3 novembre 2024.                                                                               |                                                                         |                                                                         |                                                                         |                                                                         |                                                                         |                                                                         |                                                                         |                                                                         |
| 71    | Dernière actualisation : — |                                                                         |                                                                         |                                                                         |                                                                         |                                                                         |                                                                         |                                                                         |                                                                         |
| 72    | Vernon — République ⥋ La Défense — Terminal Jules-Verne | Vernon — République ⥋ La Défense — Terminal Jules-Verne                 | Vernon — République ⥋ La Défense — Terminal Jules-Verne                 | Vernon — République ⥋ La Défense — Terminal Jules-Verne                 | Vernon — République ⥋ La Défense — Terminal Jules-Verne                 | Vernon — République ⥋ La Défense — Terminal Jules-Verne                 | Vernon — République ⥋ La Défense — Terminal Jules-Verne                 | Vernon — République ⥋ La Défense — Terminal Jules-Verne                 | Vernon — République ⥋ La Défense — Terminal Jules-Verne                 |
| 72    | Ouverture / Fermeture — / — | Longueur —                                                              | Durée 75-85 min                                                         | Nb. d’arrêts 12                                                         | Matériel —                                                              | Jours de fonctionnement L, Ma, Me, J, V                                 | Jour / Soir / Nuit / Fêtes O / N / N / N                                | Voy. / an —                                                             | Dépôt —                                                                 |
| 72    | Desserte : - Ville et lieux desservis : Vernon, Notre-Dame-de-la-Mer, Bonnières-sur-Seine et Puteaux - Station et gare desservies : La Défense (métro de Paris) et La Défense |                                                                         |                                                                         |                                                                         |                                                                         |                                                                         |                                                                         |                                                                         |                                                                         |
| 72    | Autre : - Zones traversées : 3, 5 et hors zone tarifaire - Arrêts non accessibles aux UFR : — - Amplitudes horaires : La ligne fonctionne : - du lundi au jeudi de 7 h 30 à 8 h 55 puis de 17 h 55 à 19 h 10 ; - le vendredi de 7 h 30 à 8 h 55 puis de 17 h 15 à 18 h 30. - Date de dernière mise à jour : 30 juillet 2022.   |                                                                         |                                                                         |                                                                         |                                                                         |                                                                         |                                                                         |                                                                         |                                                                         |
| 72    | Dernière actualisation : — |                                                                         |                                                                         |                                                                         |                                                                         |                                                                         |                                                                         |                                                                         |                                                                         |
| 73    | Poissy — Peugeot ⥋ Saint-Marcel — Tourelles / Vernon — Saint-Adjutor | Poissy — Peugeot ⥋ Saint-Marcel — Tourelles / Vernon — Saint-Adjutor    | Poissy — Peugeot ⥋ Saint-Marcel — Tourelles / Vernon — Saint-Adjutor    | Poissy — Peugeot ⥋ Saint-Marcel — Tourelles / Vernon — Saint-Adjutor    | Poissy — Peugeot ⥋ Saint-Marcel — Tourelles / Vernon — Saint-Adjutor    | Poissy — Peugeot ⥋ Saint-Marcel — Tourelles / Vernon — Saint-Adjutor    | Poissy — Peugeot ⥋ Saint-Marcel — Tourelles / Vernon — Saint-Adjutor    | Poissy — Peugeot ⥋ Saint-Marcel — Tourelles / Vernon — Saint-Adjutor    | Poissy — Peugeot ⥋ Saint-Marcel — Tourelles / Vernon — Saint-Adjutor    |
| 73    | Ouverture / Fermeture — / — | Longueur —                                                              | Durée 60-90 min                                                         | Nb. d’arrêts 20                                                         | Matériel —                                                              | Jours de fonctionnement L, Ma, Me, J, V                                 | Jour / Soir / Nuit / Fêtes O / N / N / N                                | Voy. / an —                                                             | Dépôt Mantes-la-Jolie                                                   |
| 73    | Desserte : - Ville et lieux desservis : Poissy, Bonnières-sur-Seine, Notre-Dame-de-la-Mer, Vernon et Saint-Marcel - Gare desservie : Poissy |                                                                         |                                                                         |                                                                         |                                                                         |                                                                         |                                                                         |                                                                         |                                                                         |
| 73    | Autre : - Zones traversées : 5 et hors zone tarifaire - Arrêts non accessibles aux UFR : — - Amplitudes horaires : La ligne fonctionne du lundi au vendredi de 3 h 55 à 21 h 45. - Particularités : Il existe des services directs entre Petit-Val et La Grosse Borne. - Date de dernière mise à jour : 20 mai 2022.           |                                                                         |                                                                         |                                                                         |                                                                         |                                                                         |                                                                         |                                                                         |                                                                         |
| 73    | Dernière actualisation : — |                                                                         |                                                                         |                                                                         |                                                                         |                                                                         |                                                                         |                                                                         |                                                                         |
| 74    | Bréval — Gare SNCF ⥋ Vernon — Saint-Adjudor | Bréval — Gare SNCF ⥋ Vernon — Saint-Adjudor                             | Bréval — Gare SNCF ⥋ Vernon — Saint-Adjudor                             | Bréval — Gare SNCF ⥋ Vernon — Saint-Adjudor                             | Bréval — Gare SNCF ⥋ Vernon — Saint-Adjudor                             | Bréval — Gare SNCF ⥋ Vernon — Saint-Adjudor                             | Bréval — Gare SNCF ⥋ Vernon — Saint-Adjudor                             | Bréval — Gare SNCF ⥋ Vernon — Saint-Adjudor                             | Bréval — Gare SNCF ⥋ Vernon — Saint-Adjudor                             |
| 74    | Ouverture / Fermeture — / — | Longueur —                                                              | Durée 60-65 min                                                         | Nb. d’arrêts 21                                                         | Matériel —                                                              | Jours de fonctionnement L, Ma, Me, J, V                                 | Jour / Soir / Nuit / Fêtes O / N / N / N                                | Voy. / an —                                                             | Dépôt —                                                                 |
| 74    | Desserte : - Ville et lieux desservis : Bréval, Saint-Illiers-la-Ville, Lommoye, Cravent, Chaufour-lès-Bonnières, Blaru et Vernon - Gares desservies : Bréval et Vernon - Giverny |                                                                         |                                                                         |                                                                         |                                                                         |                                                                         |                                                                         |                                                                         |                                                                         |
| 74    | Autre : - Zones traversées : 5 et hors zone tarifaire - Arrêts non accessibles aux UFR : — - Amplitudes horaires : La ligne fonctionne du lundi au vendredi en période scolaire de 7 h 25 à 8 h 30 puis de 17 h 45 à 18 h 45 / de 12 h 35 à 13 h 35 (le mercredi uniquement). - Date de dernière mise à jour : 3 janvier 2020. |                                                                         |                                                                         |                                                                         |                                                                         |                                                                         |                                                                         |                                                                         |                                                                         |
| 74    | Dernière actualisation : — |                                                                         |                                                                         |                                                                         |                                                                         |                                                                         |                                                                         |                                                                         |                                                                         |
| 75    | Bonnières-sur-Seine — Gare SNCF ⥋ Gasny — Salle des Fêtes | Bonnières-sur-Seine — Gare SNCF ⥋ Gasny — Salle des Fêtes               | Bonnières-sur-Seine — Gare SNCF ⥋ Gasny — Salle des Fêtes               | Bonnières-sur-Seine — Gare SNCF ⥋ Gasny — Salle des Fêtes               | Bonnières-sur-Seine — Gare SNCF ⥋ Gasny — Salle des Fêtes               | Bonnières-sur-Seine — Gare SNCF ⥋ Gasny — Salle des Fêtes               | Bonnières-sur-Seine — Gare SNCF ⥋ Gasny — Salle des Fêtes               | Bonnières-sur-Seine — Gare SNCF ⥋ Gasny — Salle des Fêtes               | Bonnières-sur-Seine — Gare SNCF ⥋ Gasny — Salle des Fêtes               |
| 75    | Ouverture / Fermeture — / — | Longueur —                                                              | Durée 25 min                                                            | Nb. d’arrêts 12                                                         | Matériel —                                                              | Jours de fonctionnement L, Ma, Me, J, V                                 | Jour / Soir / Nuit / Fêtes O / N / N / N                                | Voy. / an —                                                             | Dépôt —                                                                 |
| 75    | Desserte : - Ville et lieux desservis : Bonnières-sur-Seine, Bennecourt, Gommecourt, Sainte-Geneviève-lès-Gasny et Gasny - Gare desservie : Bonnières |                                                                         |                                                                         |                                                                         |                                                                         |                                                                         |                                                                         |                                                                         |                                                                         |
| 75    | Autre : - Zones traversées : 5 et hors zone tarifaire - Arrêts non accessibles aux UFR : — - Amplitudes horaires : La ligne fonctionne du lundi au vendredi de 6 h à 7 h 25 puis de 17 h 20 à 19 h 55. - Date de dernière mise à jour : 26 décembre 2015.                                                                      |                                                                         |                                                                         |                                                                         |                                                                         |                                                                         |                                                                         |                                                                         |                                                                         |
| 75    | Dernière actualisation : — |                                                                         |                                                                         |                                                                         |                                                                         |                                                                         |                                                                         |                                                                         |                                                                         |
| 76    | Blaru — Église ⥋ Bonnières-sur-Seine — Gare SNCF | Blaru — Église ⥋ Bonnières-sur-Seine — Gare SNCF                        | Blaru — Église ⥋ Bonnières-sur-Seine — Gare SNCF                        | Blaru — Église ⥋ Bonnières-sur-Seine — Gare SNCF                        | Blaru — Église ⥋ Bonnières-sur-Seine — Gare SNCF                        | Blaru — Église ⥋ Bonnières-sur-Seine — Gare SNCF                        | Blaru — Église ⥋ Bonnières-sur-Seine — Gare SNCF                        | Blaru — Église ⥋ Bonnières-sur-Seine — Gare SNCF                        | Blaru — Église ⥋ Bonnières-sur-Seine — Gare SNCF                        |
| 76    | Ouverture / Fermeture — / — | Longueur —                                                              | Durée 25-30 min                                                         | Nb. d’arrêts 12                                                         | Matériel —                                                              | Jours de fonctionnement L, Ma, Me, J, V                                 | Jour / Soir / Nuit / Fêtes O / N / N / N                                | Voy. / an —                                                             | Dépôt —                                                                 |
| 76    | Desserte : - Ville et lieux desservis : Blaru, Notre-Dame-de-la-Mer et Bonnières-sur-Seine - Gare desservie : Bonnières |                                                                         |                                                                         |                                                                         |                                                                         |                                                                         |                                                                         |                                                                         |                                                                         |
| 76    | Autre : - Zone traversée : 5 - Arrêts non accessibles aux UFR : — - Amplitudes horaires : La ligne fonctionne du lundi au vendredi de 6 h 45 à 7 h 10 puis de 17 h 45 à 19 h 15. - Date de dernière mise à jour : 9 décembre 2021.                                                                                             |                                                                         |                                                                         |                                                                         |                                                                         |                                                                         |                                                                         |                                                                         |                                                                         |
| 76    | Dernière actualisation : — |                                                                         |                                                                         |                                                                         |                                                                         |                                                                         |                                                                         |                                                                         |                                                                         |
| 77    | Bonnières-sur-Seine — Gare routière ⥋ Vernon — Saint-Adjutor | Bonnières-sur-Seine — Gare routière ⥋ Vernon — Saint-Adjutor            | Bonnières-sur-Seine — Gare routière ⥋ Vernon — Saint-Adjutor            | Bonnières-sur-Seine — Gare routière ⥋ Vernon — Saint-Adjutor            | Bonnières-sur-Seine — Gare routière ⥋ Vernon — Saint-Adjutor            | Bonnières-sur-Seine — Gare routière ⥋ Vernon — Saint-Adjutor            | Bonnières-sur-Seine — Gare routière ⥋ Vernon — Saint-Adjutor            | Bonnières-sur-Seine — Gare routière ⥋ Vernon — Saint-Adjutor            | Bonnières-sur-Seine — Gare routière ⥋ Vernon — Saint-Adjutor            |
| 77    | Ouverture / Fermeture 2 septembre 2024 / — | Longueur —                                                              | Durée —                                                                 | Nb. d’arrêts —                                                          | Matériel —                                                              | Jours de fonctionnement L, Ma, Me, J, V                                 | Jour / Soir / Nuit / Fêtes O / N / N / N                                | Voy. / an —                                                             | Dépôt —                                                                 |
| 77    | Desserte : - Ville et lieux desservis : Bonnières-sur-Seine, Bennecourt, Limetz-Villez et Vernon - Gare desservie : Bonnières et Vernon - Giverny |                                                                         |                                                                         |                                                                         |                                                                         |                                                                         |                                                                         |                                                                         |                                                                         |
| 77    | Autre : - Zones traversées : 5 et hors zone tarifiaire - Arrêts non accessibles aux UFR : - Amplitudes horaires : La ligne fonctionne à raison d'un aller le matin et d'un retour l'après-midi, ou à midi le mercredi. - Date de dernière mise à jour : 3 novembre 2024.                                                       |                                                                         |                                                                         |                                                                         |                                                                         |                                                                         |                                                                         |                                                                         |                                                                         |
| 77    | Dernière actualisation : — |                                                                         |                                                                         |                                                                         |                                                                         |                                                                         |                                                                         |                                                                         |                                                                         |

### Lignes 80 à 89
| Ligne | Caractéristiques | Caractéristiques                                                                                        | Caractéristiques                                                                                        | Caractéristiques                                                                                        | Caractéristiques                                                                                        | Caractéristiques                                                                                        | Caractéristiques                                                                                        | Caractéristiques                                                                                        | Caractéristiques                                                                                        |
| 81    | Issou — Mairie ⥋ Épône — Gare | Issou — Mairie ⥋ Épône — Gare                                                                           | Issou — Mairie ⥋ Épône — Gare                                                                           | Issou — Mairie ⥋ Épône — Gare                                                                           | Issou — Mairie ⥋ Épône — Gare                                                                           | Issou — Mairie ⥋ Épône — Gare                                                                           | Issou — Mairie ⥋ Épône — Gare                                                                           | Issou — Mairie ⥋ Épône — Gare                                                                           | Issou — Mairie ⥋ Épône — Gare                                                                           |
| ----- | --- | --- | --- | --- | --- | --- | --- | --- | --- |
| 81    | Ouverture / Fermeture — / — | Longueur —                                                                                              | Durée 15-30 min                                                                                         | Nb. d’arrêts 24                                                                                         | Matériel —                                                                                              | Jours de fonctionnement L, Ma, Me, J, V                                                                 | Jour / Soir / Nuit / Fêtes O / N / N / N                                                                | Voy. / an —                                                                                             | Dépôt —                                                                                                 |
| 81    | Desserte : - Villes et lieux desservis : Issou, Gargenville, Porcheville et Épône - Gares desservies : Issou - Porcheville et Épône - Mézières | | | | | | | | |
| 81    | Autre : - Zone traversée : 5 - Arrêts non accessibles aux UFR : — - Amplitudes horaires : La ligne fonctionne : - le lundi, mardi, jeudi et vendredi en période scolaire de 5 h 30 à 8 h 35 puis de 16 h 30 à 20 h 45 ; - le mercredi en période scolaire de 5 h 30 à 8 h 35 puis de 16 h 45 à 20 h 45 ; - du lundi au vendredi en période de vacances scolaires de 5 h 30 à 8 h puis de 17 h 35 à 20 h 45. - Particularités : Il existe des services en période scolaire entre Lycée Lavoisier et Épône — Gare aux heures d'entrée et de sortie de l'établissement. - Date de dernière mise à jour : 7 janvier 2016. | | | | | | | | |
| 81    | Dernière actualisation : — | | | | | | | | |
| 82    | Gargenville — Hannecourt ⥋ Épône — Gare | Gargenville — Hannecourt ⥋ Épône — Gare                                                                 | Gargenville — Hannecourt ⥋ Épône — Gare                                                                 | Gargenville — Hannecourt ⥋ Épône — Gare                                                                 | Gargenville — Hannecourt ⥋ Épône — Gare                                                                 | Gargenville — Hannecourt ⥋ Épône — Gare                                                                 | Gargenville — Hannecourt ⥋ Épône — Gare                                                                 | Gargenville — Hannecourt ⥋ Épône — Gare                                                                 | Gargenville — Hannecourt ⥋ Épône — Gare                                                                 |
| 82    | Ouverture / Fermeture — / — | Longueur —                                                                                              | Durée 15 min                                                                                            | Nb. d’arrêts 12                                                                                         | Matériel —                                                                                              | Jours de fonctionnement L, Ma, Me, J, V                                                                 | Jour / Soir / Nuit / Fêtes O / N / N / N                                                                | Voy. / an —                                                                                             | Dépôt —                                                                                                 |
| 82    | Desserte : - Villes et lieux desservis : Gargenville et Épône - Gares desservies : Gargenville et Épône - Mézières | | | | | | | | |
| 82    | Autre : - Zone traversée : 5 - Arrêts non accessibles aux UFR : — - Amplitudes horaires : La ligne fonctionne : - du lundi au vendredi en période scolaire de 5 h 50 à 8 h 45 puis de 16 h 45 à 20 h 30 ; - du lundi au vendredi en période de vacances scolaires de 6 h 25 à 7 h 55 puis de 17 h 35 à 20 h 30. - Date de dernière mise à jour : 7 janvier 2016. | | | | | | | | |
| 82    | Dernière actualisation : — | | | | | | | | |
| 87    | Poissy — Peugeot ⥋ Drocourt — Relais du Nord | Poissy — Peugeot ⥋ Drocourt — Relais du Nord                                                            | Poissy — Peugeot ⥋ Drocourt — Relais du Nord                                                            | Poissy — Peugeot ⥋ Drocourt — Relais du Nord                                                            | Poissy — Peugeot ⥋ Drocourt — Relais du Nord                                                            | Poissy — Peugeot ⥋ Drocourt — Relais du Nord                                                            | Poissy — Peugeot ⥋ Drocourt — Relais du Nord                                                            | Poissy — Peugeot ⥋ Drocourt — Relais du Nord                                                            | Poissy — Peugeot ⥋ Drocourt — Relais du Nord                                                            |
| 87    | Ouverture / Fermeture — / — | Longueur —                                                                                              | Durée —                                                                                                 | Nb. d’arrêts 76                                                                                         | Matériel —                                                                                              | Jours de fonctionnement L, Ma, Me, J, V                                                                 | Jour / Soir / Nuit / Fêtes O / O / N / N                                                                | Voy. / an —                                                                                             | Dépôt Limay                                                                                             |
| 87    | Desserte : - Villes et lieux desservis : Poissy, Carrières-sous-Poissy, Chanteloup-les-Vignes, Triel-sur-Seine, Vaux-sur-Seine, Meulan-en-Yvelines, Hardricourt, Mézy-sur-Seine, Juziers, Gargenville, Issou, Porcheville, Limay et Drocourt - Gares desservies : Poissy, Thun-le-Paradis et Limay | | | | | | | | |
| 87    | Autre : - Zone traversée : 5 - Arrêts non accessibles aux UFR : — - Amplitudes horaires : La ligne fonctionne du lundi au vendredi de 3 h 55 à 8 h puis de 11 h 15 à 0 h, à raison de onze courses aller vers Poissy le matin et le midi puis de douze courses retour depuis Poissy, ou onze du lundi au jeudi. - Particularités : Les courses de la ligne se décomposent comme indiqué ci-dessous : - Circuit A : de Poissy — Peugeot à Limay - Rond-point de Limay via Gargenville, Porcheville et Limay ; - Circuit B : de Poissy — Peugeot à Issou - Lavoir via Carrières-sous-Poissy, Chanteloup-les-Vignes, Triel-sur-Seine, Vaux-sur-Seine, Meulan-en-Yvelines, Hardricourt, Mézy-sur-Seine, Juziers, Gargenville et Issou ; - Circuit C : de Poissy — Gare Nord à Drocourt - Relais du Nord via Carrières-sous-Poissy, Triel-sur-Seine, Vaux-sur-Seine, Meulan-en-Yvelines, Hardricourt, Mézy-sur-Seine, Juziers, Gargenville, Issou, Limay et Drocourt ; - Circuit D : de Poissy — Gare Nord à Limay - Hauts de Limay via Carrières-sous-Poissy, Triel-sur-Seine, Vaux-sur-Seine, Meulan-en-Yvelines, Hardricourt, Mézy-sur-Seine, Juziers, Gargenville, Issou et Limay. - Date de dernière mise à jour : 26 août 2022. | | | | | | | | |
| 87    | Dernière actualisation : — | | | | | | | | |
| 88A   | Dreux — Gare routière ⥋ Mantes-la-Ville — Gare routière / Poissy — Peugeot | Dreux — Gare routière ⥋ Mantes-la-Ville — Gare routière / Poissy — Peugeot                              | Dreux — Gare routière ⥋ Mantes-la-Ville — Gare routière / Poissy — Peugeot                              | Dreux — Gare routière ⥋ Mantes-la-Ville — Gare routière / Poissy — Peugeot                              | Dreux — Gare routière ⥋ Mantes-la-Ville — Gare routière / Poissy — Peugeot                              | Dreux — Gare routière ⥋ Mantes-la-Ville — Gare routière / Poissy — Peugeot                              | Dreux — Gare routière ⥋ Mantes-la-Ville — Gare routière / Poissy — Peugeot                              | Dreux — Gare routière ⥋ Mantes-la-Ville — Gare routière / Poissy — Peugeot                              | Dreux — Gare routière ⥋ Mantes-la-Ville — Gare routière / Poissy — Peugeot                              |
| 88A   | Ouverture / Fermeture — / — | Longueur —                                                                                              | Durée —                                                                                                 | Nb. d’arrêts 55 / 59                                                                                    | Matériel —                                                                                              | Jours de fonctionnement L, Ma, Me, J, V                                                                 | Jour / Soir / Nuit / Fêtes O / O / O / N                                                                | Voy. / an —                                                                                             | Dépôt Mantes-la-Jolie                                                                                   |
| 88A   | Desserte : - Villes et lieux desservis : Dreux, Marcilly-sur-Eure, Croth, Ézy-sur-Eure, Anet, Oulins, La Chaussée-d'Ivry, Le Mesnil-Simon, Saint-Illiers-la-Ville, Saint-Illiers-le-Bois, Villiers-en-Désoeuvre, Neauphlette, Bréval, Mondreville, Tilly, Flins-Neuve-Église, Dammartin-en-Serve, Longnes, Favrieux, Soindres, Magnanville, Mantes-la-Ville, Mantes-la-Jolie et Poissy. - Gares desservies : Dreux, Mantes-Station, Mantes-la-Jolie et Poissy. | | | | | | | | |
| 88A   | Autre : - Zone traversée : 5 et hors zone tarifiaire - Arrêts non accessibles aux UFR : — - Amplitudes horaires : La ligne fonctionne du lundi au vendredi de 3 h 25 à 0 h 25. - Particularités : La ligne comporte pas moins de 12 itinéraires possibles, dont quatre assurant la desserte de l'usine Peugeot avec des horaires adaptés. - Date de dernière mise à jour : 20 mai 2022. | | | | | | | | |
| 88A   | Dernière actualisation : — | | | | | | | | |
| 88B   | Dreux — Gare routière ⥋ Poissy — Peugeot | Dreux — Gare routière ⥋ Poissy — Peugeot                                                                | Dreux — Gare routière ⥋ Poissy — Peugeot                                                                | Dreux — Gare routière ⥋ Poissy — Peugeot                                                                | Dreux — Gare routière ⥋ Poissy — Peugeot                                                                | Dreux — Gare routière ⥋ Poissy — Peugeot                                                                | Dreux — Gare routière ⥋ Poissy — Peugeot                                                                | Dreux — Gare routière ⥋ Poissy — Peugeot                                                                | Dreux — Gare routière ⥋ Poissy — Peugeot                                                                |
| 88B   | Ouverture / Fermeture — / — | Longueur —                                                                                              | Durée —                                                                                                 | Nb. d’arrêts 16                                                                                         | Matériel —                                                                                              | Jours de fonctionnement L, Ma, Me, J, V                                                                 | Jour / Soir / Nuit / Fêtes O / O / O / N                                                                | Voy. / an —                                                                                             | Dépôt Mantes-la-Jolie                                                                                   |
| 88B   | Desserte : - Villes et lieux desservis : Dreux, Houdan, Rosay, Auffreville-Brasseuil et Poissy - Gares desservies : Dreux et Poissy | | | | | | | | |
| 88B   | Autre : - Zones traversées : 5 et hors zone tarifiaire - Arrêts non accessibles aux UFR : - Amplitudes horaires : La ligne fonctionne à raison de deux allers-retours par jour. - Particularités : Les horaires sont adaptés à ceux de l'usine Peugeot de Poissy, dont ceux des équipes de nuit. - Date de dernière mise à jour : 20 mai 2022. | | | | | | | | |
| 88B   | Dernière actualisation : — | | | | | | | | |
| 88C   | Mantes-la-Ville — Mateau / Mantes-la-Jolie — Saint-Maclou / Mantes-la-Jolie — Godeau ⥋ Poissy — Peugeot | Mantes-la-Ville — Mateau / Mantes-la-Jolie — Saint-Maclou / Mantes-la-Jolie — Godeau ⥋ Poissy — Peugeot | Mantes-la-Ville — Mateau / Mantes-la-Jolie — Saint-Maclou / Mantes-la-Jolie — Godeau ⥋ Poissy — Peugeot | Mantes-la-Ville — Mateau / Mantes-la-Jolie — Saint-Maclou / Mantes-la-Jolie — Godeau ⥋ Poissy — Peugeot | Mantes-la-Ville — Mateau / Mantes-la-Jolie — Saint-Maclou / Mantes-la-Jolie — Godeau ⥋ Poissy — Peugeot | Mantes-la-Ville — Mateau / Mantes-la-Jolie — Saint-Maclou / Mantes-la-Jolie — Godeau ⥋ Poissy — Peugeot | Mantes-la-Ville — Mateau / Mantes-la-Jolie — Saint-Maclou / Mantes-la-Jolie — Godeau ⥋ Poissy — Peugeot | Mantes-la-Ville — Mateau / Mantes-la-Jolie — Saint-Maclou / Mantes-la-Jolie — Godeau ⥋ Poissy — Peugeot | Mantes-la-Ville — Mateau / Mantes-la-Jolie — Saint-Maclou / Mantes-la-Jolie — Godeau ⥋ Poissy — Peugeot |
| 88C   | Ouverture / Fermeture — / — | Longueur —                                                                                              | Durée —                                                                                                 | Nb. d’arrêts 11 / 17 / 14                                                                               | Matériel —                                                                                              | Jours de fonctionnement L, Ma, Me, J, V                                                                 | Jour / Soir / Nuit / Fêtes O / O / O / N                                                                | Voy. / an —                                                                                             | Dépôt Mantes-la-Jolie                                                                                   |
| 88C   | Desserte : - Villes et lieux desservis : Mantes-la-Jolie, Buchelay, Mantes-la-Ville, Épône et Poissy - Gares desservies : Épône - Mézières | | | | | | | | |
| 88C   | Autre : - Zone traversée : 5 - Arrêts non accessibles aux UFR : — - Amplitudes horaires : La ligne fonctionne du lundi au vendredi de 4 h à 11 h 55 et de 13 h 25 à 11 h 35. - Particularités : Les horaires sont adaptés à ceux de l'usine Peugeot de Poissy, dont ceux des équipes de nuit. - Date de dernière mise à jour : 20 mai 2022. | | | | | | | | |
| 88C   | Dernière actualisation : — | | | | | | | | |
| 89    | Saint-Illiers-le-Bois — Place des Tilleuls ⥋ Bréval — Gare SNCF | Saint-Illiers-le-Bois — Place des Tilleuls ⥋ Bréval — Gare SNCF                                         | Saint-Illiers-le-Bois — Place des Tilleuls ⥋ Bréval — Gare SNCF                                         | Saint-Illiers-le-Bois — Place des Tilleuls ⥋ Bréval — Gare SNCF                                         | Saint-Illiers-le-Bois — Place des Tilleuls ⥋ Bréval — Gare SNCF                                         | Saint-Illiers-le-Bois — Place des Tilleuls ⥋ Bréval — Gare SNCF                                         | Saint-Illiers-le-Bois — Place des Tilleuls ⥋ Bréval — Gare SNCF                                         | Saint-Illiers-le-Bois — Place des Tilleuls ⥋ Bréval — Gare SNCF                                         | Saint-Illiers-le-Bois — Place des Tilleuls ⥋ Bréval — Gare SNCF                                         |
| 89    | Ouverture / Fermeture — / — | Longueur —                                                                                              | Durée 5-40 min                                                                                          | Nb. d’arrêts 55                                                                                         | Matériel —                                                                                              | Jours de fonctionnement L, Ma, Me, J, V                                                                 | Jour / Soir / Nuit / Fêtes O / N / N / N                                                                | Voy. / an —                                                                                             | Dépôt Mantes-la-Jolie                                                                                   |
| 89    | Desserte : - Villes et lieux desservis : Saint-Illiers-le-Bois, Bréval, Saint-Illiers-la-Ville, Ménerville, Tilly, Montchauvet, Flacourt, Boinvilliers, Dammartin-en-Serve, Le Tertre-Saint-Denis, Boissy-Mauvoisin, Flins-Neuve-Église, Longnes, Neauphlette et Mondreville - Gare desservie : Bréval | | | | | | | | |
| 89    | Autre : - Zone traversée : 5 - Arrêts non accessibles aux UFR : — - Amplitudes horaires : La ligne fonctionne : - du lundi au vendredi en période scolaire de 6 h 20 à 9 h 20 puis de 15 h 35 à 19 h 30 / de 11 h 35 à 19 h 30 (le mercredi uniquement) ; - du lundi au vendredi en période de vacances scolaires de 6 h 20 à 7 h 55 puis de 18 h 35 à 19 h 30. - Particularités : La ligne est d'une complexité rare, avec pas moins de 20 tracés différents (circuits A à T). - Date de dernière mise à jour : 20 mai 2022. | | | | | | | | |
| 89    | Dernière actualisation : — | | | | | | | | |

### Lignes 90 à 99
| Ligne | Caractéristiques | Caractéristiques                                                                                       | Caractéristiques                                                                                       | Caractéristiques                                                                                       | Caractéristiques                                                                                       | Caractéristiques                                                                                       | Caractéristiques                                                                                       | Caractéristiques                                                                                       | Caractéristiques                                                                                       |
| 90    | Multiples arrêts (aller) et Mondreville — La Noue (retour) ⥋ Magnanville — Lycée Léopold Sedar Senghor | Multiples arrêts (aller) et Mondreville — La Noue (retour) ⥋ Magnanville — Lycée Léopold Sedar Senghor | Multiples arrêts (aller) et Mondreville — La Noue (retour) ⥋ Magnanville — Lycée Léopold Sedar Senghor | Multiples arrêts (aller) et Mondreville — La Noue (retour) ⥋ Magnanville — Lycée Léopold Sedar Senghor | Multiples arrêts (aller) et Mondreville — La Noue (retour) ⥋ Magnanville — Lycée Léopold Sedar Senghor | Multiples arrêts (aller) et Mondreville — La Noue (retour) ⥋ Magnanville — Lycée Léopold Sedar Senghor | Multiples arrêts (aller) et Mondreville — La Noue (retour) ⥋ Magnanville — Lycée Léopold Sedar Senghor | Multiples arrêts (aller) et Mondreville — La Noue (retour) ⥋ Magnanville — Lycée Léopold Sedar Senghor | Multiples arrêts (aller) et Mondreville — La Noue (retour) ⥋ Magnanville — Lycée Léopold Sedar Senghor |
| ----- | --- | --- | --- | --- | --- | --- | --- | --- | --- |
| 90    | Ouverture / Fermeture — / — | Longueur —                                                                                             | Durée 30-35 min                                                                                        | Nb. d’arrêts 25                                                                                        | Matériel —                                                                                             | Jours de fonctionnement L, Ma, Me, J, V, S                                                             | Jour / Soir / Nuit / Fêtes O / N / N / N                                                               | Voy. / an —                                                                                            | Dépôt —                                                                                                |
| 90    | Desserte : - Villes et lieux desservis : Boissets, Tilly, Flins-Neuve-Église, Longnes, Mondreville, Montchauvet, Dammartin-en-Serve, Boinvilliers, Flacourt, Le Tertre-Saint-Denis, Soindres, Favrieux et Magnanville | | | | | | | | |
| 90    | Autre : - Zone traversée : 5 - Arrêts non accessibles aux UFR : — - Amplitudes horaires : La ligne fonctionne en période scolaire à raison de quatre allers le matin ou trois le mercredi, et de deux retours l'après-midi, restreints à un seul le mercredi et samedi midi. - Particularités : Le matin, les courses partent de Boissets — Mairie, Longnes — Mirbel - Moulin d'En Haut, Tilly — Saint-Laurent ou Mondreville — Église, excepté le mercredi et le samedi depuis ce dernier. La desserte des communes du Tertre-Saint-Denis, de Soindres et de Favrieux n'est observée qu'à cette période de la journée. - Date de dernière mise à jour : 5 mars 2022. | | | | | | | | |
| 90    | Dernière actualisation : — | | | | | | | | |
| 91    | Lommoye — Église ⥋ Magnanville — Lycée Senghor | Lommoye — Église ⥋ Magnanville — Lycée Senghor                                                         | Lommoye — Église ⥋ Magnanville — Lycée Senghor                                                         | Lommoye — Église ⥋ Magnanville — Lycée Senghor                                                         | Lommoye — Église ⥋ Magnanville — Lycée Senghor                                                         | Lommoye — Église ⥋ Magnanville — Lycée Senghor                                                         | Lommoye — Église ⥋ Magnanville — Lycée Senghor                                                         | Lommoye — Église ⥋ Magnanville — Lycée Senghor                                                         | Lommoye — Église ⥋ Magnanville — Lycée Senghor                                                         |
| 91    | Ouverture / Fermeture — / — | Longueur —                                                                                             | Durée 35-100 min                                                                                       | Nb. d’arrêts 66                                                                                        | Matériel —                                                                                             | Jours de fonctionnement L, Ma, Me, J, V, S                                                             | Jour / Soir / Nuit / Fêtes O / N / N / N                                                               | Voy. / an —                                                                                            | Dépôt —                                                                                                |
| 91    | Desserte : - Villes et lieux desservis : Lommoye, Bréval, Saint-Illiers-la-Ville, Saint-Illiers-le-Bois, Boissy-Mauvoisin, Neauphlette, Longnes, Mondreville, Dammartin-en-Serve, Le Tertre-Saint-Denis, Favrieux, Perdreauville, Ménerville, Jouy-Mauvoisin, Fontenay-Mauvoisin, Soindres Magnanville, Mantes-la-Ville et Mantes-la-Jolie - Gares desservies : Bréval et Mantes-la-Jolie | | | | | | | | |
| 91    | Autre : - Zone traversée : 5 - Arrêts non accessibles aux UFR : — - Amplitudes horaires : La ligne fonctionne en période scolaire du lundi au vendredi de 7 h 20 à 9 h 30 puis de 16 h 10 à 19 h 10 / de 12 h 40 à 14 h 15 (le mercredi uniquement) et le samedi de 7 h 20 à 8 h 25 puis de 12 h 40 à 14 h 15. - Date de dernière mise à jour : 7 janvier 2016. | | | | | | | | |
| 91    | Dernière actualisation : — | | | | | | | | |

### Lignes de 100 à 109
| Ligne | Caractéristiques | Caractéristiques                                 | Caractéristiques                                 | Caractéristiques                                 | Caractéristiques                                 | Caractéristiques                                 | Caractéristiques                                 | Caractéristiques                                 | Caractéristiques                                 |
| 109   | Porcheville — Foyer ⥋ Issou — Collège J. Cartier | Porcheville — Foyer ⥋ Issou — Collège J. Cartier | Porcheville — Foyer ⥋ Issou — Collège J. Cartier | Porcheville — Foyer ⥋ Issou — Collège J. Cartier | Porcheville — Foyer ⥋ Issou — Collège J. Cartier | Porcheville — Foyer ⥋ Issou — Collège J. Cartier | Porcheville — Foyer ⥋ Issou — Collège J. Cartier | Porcheville — Foyer ⥋ Issou — Collège J. Cartier | Porcheville — Foyer ⥋ Issou — Collège J. Cartier |
| ----- | --- | ------------------------------------------------ | ------------------------------------------------ | ------------------------------------------------ | ------------------------------------------------ | ------------------------------------------------ | ------------------------------------------------ | ------------------------------------------------ | ------------------------------------------------ |
| 109   | Ouverture / Fermeture — / — | Longueur —                                       | Durée 10-15 min                                  | Nb. d’arrêts 11                                  | Matériel —                                       | Jours de fonctionnement L, Ma, Me, J, V          | Jour / Soir / Nuit / Fêtes O / N / N / N         | Voy. / an —                                      | Dépôt —                                          |
| 109   | Desserte : - Villes et lieux desservis : Porcheville (parc de loisirs, stade, lycée Lavoisier, hôtel de ville, église évangélique, piscine) et Issou (gymnase Colette Besson, bibliothèque municipale Émile Zola, collège Jacques Cartier) - Gare desservie : Issou - Porcheville |                                                  |                                                  |                                                  |                                                  |                                                  |                                                  |                                                  |                                                  |
| 109   | Autre : - Zone traversée : 5 - Arrêts non accessibles aux UFR : Foyer et de Cité Tibaldi à Collège J. Cartier. - Amplitudes horaires : La ligne fonctionne du lundi au vendredi en période scolaire à raison de deux allers le matin, deux allers-retours le midi et deux retours l'après-midi. Le mercredi, le service est restreint aux allers du matin et aux retours du midi. - Date de dernière mise à jour : 15 novembre 2021. |                                                  |                                                  |                                                  |                                                  |                                                  |                                                  |                                                  |                                                  |
| 109   | Dernière actualisation : — |                                                  |                                                  |                                                  |                                                  |                                                  |                                                  |                                                  |                                                  |

### Lignes de 110 à 119
| Ligne | Caractéristiques | Caractéristiques                                                                                                  | Caractéristiques                                                                                                  | Caractéristiques                                                                                                  | Caractéristiques                                                                                                  | Caractéristiques                                                                                                  | Caractéristiques                                                                                                  | Caractéristiques                                                                                                  | Caractéristiques                                                                                                  |
| 110   | Drocourt — Mairie ou Follainville — Diderot (aller) ou Dennemont — Roy René (retour) ⥋ Issou — Collège J. Cartier | Drocourt — Mairie ou Follainville — Diderot (aller) ou Dennemont — Roy René (retour) ⥋ Issou — Collège J. Cartier | Drocourt — Mairie ou Follainville — Diderot (aller) ou Dennemont — Roy René (retour) ⥋ Issou — Collège J. Cartier | Drocourt — Mairie ou Follainville — Diderot (aller) ou Dennemont — Roy René (retour) ⥋ Issou — Collège J. Cartier | Drocourt — Mairie ou Follainville — Diderot (aller) ou Dennemont — Roy René (retour) ⥋ Issou — Collège J. Cartier | Drocourt — Mairie ou Follainville — Diderot (aller) ou Dennemont — Roy René (retour) ⥋ Issou — Collège J. Cartier | Drocourt — Mairie ou Follainville — Diderot (aller) ou Dennemont — Roy René (retour) ⥋ Issou — Collège J. Cartier | Drocourt — Mairie ou Follainville — Diderot (aller) ou Dennemont — Roy René (retour) ⥋ Issou — Collège J. Cartier | Drocourt — Mairie ou Follainville — Diderot (aller) ou Dennemont — Roy René (retour) ⥋ Issou — Collège J. Cartier |
| ----- | --- | --- | --- | --- | --- | --- | --- | --- | --- |
| 110   | Ouverture / Fermeture — / — | Longueur — | Durée 20 min | Nb. d’arrêts 13                                                                                                   | Matériel — | Jours de fonctionnement L, Ma, Me, J, V                                                                           | Jour / Soir / Nuit / Fêtes O / N / N / N                                                                          | Voy. / an — | Dépôt — |
| 110   | Desserte : - Villes et lieux desservis : Drocourt (mairie), Fontenay-Saint-Père (église, mairie, stade), Guitrancourt (mairie), Follainville-Dennemont (église, mairie, cimetière, chapelle Sainte-Élisabeth) et Issou (collège Jacques Cartier) - Gare desservie : Issou - Porcheville                    | | | | | | | | |
| 110   | Autre : - Zone traversée : 5 - Arrêts non accessibles aux UFR : Aucun. - Amplitudes horaires : La ligne fonctionne du lundi au vendredi en période scolaire à raison de quatre allers-retours, excepté le mercredi avec seulement deux retours le midi. - Date de dernière mise à jour : 15 novembre 2021. | | | | | | | | |
| 110   | Dernière actualisation : — | | | | | | | | |

### Lignes Express A14
| Ligne | Caractéristiques | Caractéristiques                                                              | Caractéristiques                                                              | Caractéristiques                                                              | Caractéristiques                                                              | Caractéristiques                                                              | Caractéristiques                                                              | Caractéristiques                                                              | Caractéristiques                                                              |
| A14   | A14B | A14B                                                                          | A14B                                                                          | A14B                                                                          | A14B                                                                          | A14B                                                                          | A14B                                                                          | A14B                                                                          | A14B                                                                          |
| A14   | Bonnières-sur-Seine — La Vallée Française ⥋ La Défense — Terminal Jules-Verne | Bonnières-sur-Seine — La Vallée Française ⥋ La Défense — Terminal Jules-Verne | Bonnières-sur-Seine — La Vallée Française ⥋ La Défense — Terminal Jules-Verne | Bonnières-sur-Seine — La Vallée Française ⥋ La Défense — Terminal Jules-Verne | Bonnières-sur-Seine — La Vallée Française ⥋ La Défense — Terminal Jules-Verne | Bonnières-sur-Seine — La Vallée Française ⥋ La Défense — Terminal Jules-Verne | Bonnières-sur-Seine — La Vallée Française ⥋ La Défense — Terminal Jules-Verne | Bonnières-sur-Seine — La Vallée Française ⥋ La Défense — Terminal Jules-Verne | Bonnières-sur-Seine — La Vallée Française ⥋ La Défense — Terminal Jules-Verne |
| ----- | --- | ----------------------------------------------------------------------------- | ----------------------------------------------------------------------------- | ----------------------------------------------------------------------------- | ----------------------------------------------------------------------------- | ----------------------------------------------------------------------------- | ----------------------------------------------------------------------------- | ----------------------------------------------------------------------------- | ----------------------------------------------------------------------------- |
| A14   | Ouverture / Fermeture 2015 / — | Longueur —                                                                    | Durée 60 min                                                                  | Nb. d’arrêts 2                                                                | Matériel Intouro II M                                                         | Jours de fonctionnement L, Ma, Me, J, V                                       | Jour / Soir / Nuit / Fêtes O / N / N / N                                      | Voy. / an —                                                                   | Dépôt Bonnières-sur-Seine                                                     |
| A14   | Desserte : - Ville et lieux desservis : Bonnières-sur-Seine et Puteaux - Gare desservie : La Défense et La Défense (métro de Paris) |                                                                               |                                                                               |                                                                               |                                                                               |                                                                               |                                                                               |                                                                               |                                                                               |
| A14   | Autre : - Zones traversées : 3 et 5 - Arrêts non accessibles aux UFR : — - Amplitudes horaires : La ligne fonctionne du lundi au vendredi de 6 h 30 à 9 h 0 puis de 16 h 45 à 19 h 30. - Date de dernière mise à jour : 1er septembre 2024. |                                                                               |                                                                               |                                                                               |                                                                               |                                                                               |                                                                               |                                                                               |                                                                               |
| A14   | Dernière actualisation : — |                                                                               |                                                                               |                                                                               |                                                                               |                                                                               |                                                                               |                                                                               |                                                                               |
| A14   | A14M | A14M                                                                          | A14M                                                                          | A14M                                                                          | A14M                                                                          | A14M                                                                          | A14M                                                                          | A14M                                                                          | A14M                                                                          |
| A14   | Mantes-la-Jolie — Hôpital F. Quesnay ⥋ La Défense — Terminal Jules-Verne |                                                                               |                                                                               |                                                                               |                                                                               |                                                                               |                                                                               |                                                                               |                                                                               |
| A14   | Ouverture / Fermeture — / — | Longueur —                                                                    | Durée 40-70 min                                                               | Nb. d’arrêts 5                                                                | Matériel Intouro II M Intouro II L Crossway Line 13                           | Jours de fonctionnement L, Ma, Me, J, V, S, D                                 | Jour / Soir / Nuit / Fêtes O / O / N / O                                      | Voy. / an —                                                                   | Dépôt Mantes-la-Jolie                                                         |
| A14   | Desserte : - Ville et lieux desservis : Mantes-la-Jolie, Mantes-la-Ville et Puteaux - Gare desservie : Mantes-la-Jolie, La Défense et La Défense (métro de Paris) |                                                                               |                                                                               |                                                                               |                                                                               |                                                                               |                                                                               |                                                                               |                                                                               |
| A14   | Autre : - Zones traversées : 3 et 5 - Arrêts non accessibles aux UFR : — - Amplitudes horaires : La ligne fonctionne du lundi au vendredi de 4 h 30 à 0 h 17, dès 5 h 10 durant une partie de l'été, le samedi de 5 h 30 à 0 h 15 et le dimanche et jours fériés de 9 h à 0 h 15. - Particularité : Il existe des services de Gare routière à Terminal Jules-Verne effectués le matin du lundi au vendredi en direction de La Défense. - Plan de la ligne : - Date de dernière mise à jour : 1er septembre 2024. |                                                                               |                                                                               |                                                                               |                                                                               |                                                                               |                                                                               |                                                                               |                                                                               |
| A14   | Dernière actualisation : — |                                                                               |                                                                               |                                                                               |                                                                               |                                                                               |                                                                               |                                                                               |                                                                               |
| 7825  | Bréval — Gare ⥋ La Défense — Terminal Jules-Verne | Bréval — Gare ⥋ La Défense — Terminal Jules-Verne                             | Bréval — Gare ⥋ La Défense — Terminal Jules-Verne                             | Bréval — Gare ⥋ La Défense — Terminal Jules-Verne                             | Bréval — Gare ⥋ La Défense — Terminal Jules-Verne                             | Bréval — Gare ⥋ La Défense — Terminal Jules-Verne                             | Bréval — Gare ⥋ La Défense — Terminal Jules-Verne                             | Bréval — Gare ⥋ La Défense — Terminal Jules-Verne                             | Bréval — Gare ⥋ La Défense — Terminal Jules-Verne                             |
| 7825  | Ouverture / Fermeture 2 septembre 2024 / — | Longueur —                                                                    | Durée 78 min                                                                  | Nb. d’arrêts 8                                                                | Matériel —                                                                    | Jours de fonctionnement L, Ma, Me, J, V                                       | Jour / Soir / Nuit / Fêtes O / N / N / N                                      | Voy. / an —                                                                   | Dépôt —                                                                       |
| 7825  | Desserte : - Ville et lieux desservis : Bréval, Longnes, Dammartin-en-Serve, Septeuil, Vert, Auffreville-Brasseuil et La Défense. - Gare desservie : Bréval, La Défense et La Défense (métro de Paris). |                                                                               |                                                                               |                                                                               |                                                                               |                                                                               |                                                                               |                                                                               |                                                                               |
| 7825  | Autre : - Zones traversées : 3 et 5. - Amplitudes horaires : la ligne fonctionne entre 6 h 30 et 9 h 50 puis entre 16 h 45 et 20 h 0. - Particularité : La ligne fonctionne le matin uniquement en direction de La Défence et le soir uniquement en direction de Bréval. - Date de dernière mise à jour : 1er septembre 2024. |                                                                               |                                                                               |                                                                               |                                                                               |                                                                               |                                                                               |                                                                               |                                                                               |
| 7825  | Dernière actualisation : — |                                                                               |                                                                               |                                                                               |                                                                               |                                                                               |                                                                               |                                                                               |                                                                               |

### Lignes à lettres
| Ligne | Caractéristiques | Caractéristiques | Caractéristiques | Caractéristiques | Caractéristiques | Caractéristiques | Caractéristiques | Caractéristiques | Caractéristiques |
| A     | Rosny-sur-Seine — Gare SNCF ⥋ Limay — Fosses Rouges | Rosny-sur-Seine — Gare SNCF ⥋ Limay — Fosses Rouges                                                                         | Rosny-sur-Seine — Gare SNCF ⥋ Limay — Fosses Rouges                                                                         | Rosny-sur-Seine — Gare SNCF ⥋ Limay — Fosses Rouges                                                                         | Rosny-sur-Seine — Gare SNCF ⥋ Limay — Fosses Rouges                                                                         | Rosny-sur-Seine — Gare SNCF ⥋ Limay — Fosses Rouges                                                                         | Rosny-sur-Seine — Gare SNCF ⥋ Limay — Fosses Rouges                                                                         | Rosny-sur-Seine — Gare SNCF ⥋ Limay — Fosses Rouges                                                                         | Rosny-sur-Seine — Gare SNCF ⥋ Limay — Fosses Rouges                                                                         |
| ----- | --- | --- | --- | --- | --- | --- | --- | --- | --- |
| A     | Ouverture / Fermeture Septembre 2016 / — | Longueur 14,1 km | Durée 30-50 min | Nb. d’arrêts 34 | Matériel Citelis 12 GX 437 Hybride Citelis 18                                                                               | Jours de fonctionnement L, Ma, Me, J, V, S, D                                                                               | Jour / Soir / Nuit / Fêtes O / O / N / O                                                                                    | Voy. / an — | Dépôt Mantes-la-Jolie |
| A     | Desserte : - Ville et lieux desservis : Rosny-sur-Seine, Mantes-la-Jolie et Limay - Gares desservies : Rosny-sur-Seine et Mantes-la-Jolie | | | | | | | | |
| A     | Autre : - Zone traversée : 5 - Arrêts non accessibles aux UFR : — - Amplitudes horaires : La ligne fonctionne du lundi au vendredi de 5 h 0 à 23 h 55, le samedi de 5 h 40 à 0 h 55 et les dimanches et fêtes de 7 h à 0 h 15. - Particularité : Hôpital F. Quesnay est le seul arrêt desservi par chaque bus. - Date de dernière mise à jour : 20 mai 2022. | | | | | | | | |
| A     | Dernière actualisation : — | | | | | | | | |
| C     | Mantes-la-Jolie — Port Fouquet ⥋ Mantes-la-Jolie — Gare routière | Mantes-la-Jolie — Port Fouquet ⥋ Mantes-la-Jolie — Gare routière                                                            | Mantes-la-Jolie — Port Fouquet ⥋ Mantes-la-Jolie — Gare routière                                                            | Mantes-la-Jolie — Port Fouquet ⥋ Mantes-la-Jolie — Gare routière                                                            | Mantes-la-Jolie — Port Fouquet ⥋ Mantes-la-Jolie — Gare routière                                                            | Mantes-la-Jolie — Port Fouquet ⥋ Mantes-la-Jolie — Gare routière                                                            | Mantes-la-Jolie — Port Fouquet ⥋ Mantes-la-Jolie — Gare routière                                                            | Mantes-la-Jolie — Port Fouquet ⥋ Mantes-la-Jolie — Gare routière                                                            | Mantes-la-Jolie — Port Fouquet ⥋ Mantes-la-Jolie — Gare routière                                                            |
| C     | Ouverture / Fermeture — / — | Longueur 4,7 km | Durée 18 min | Nb. d’arrêts 16 | Matériel GX 327 Citelis 18 GX 427 GX 437 GX 437 Hybride                                                                     | Jours de fonctionnement L, Ma, Me, J, V, S, D                                                                               | Jour / Soir / Nuit / Fêtes O / O / N / O                                                                                    | Voy. / an — | Dépôt Limay et Mantes-la-Jolie                                                                                              |
| C     | Desserte : - Ville et lieux desservis : Mantes-la-Jolie - Gare desservie : Mantes-la-Jolie | | | | | | | | |
| C     | Autre : - Zone traversée : 5 - Arrêts non accessibles aux UFR : — - Amplitudes horaires : La ligne fonctionne du lundi au vendredi de 4 h 50 à 0 h 50, le samedi à partir de 5 h 5 et les dimanches et fêtes de 6 h 35 à 20 h 20. - Date de dernière mise à jour : 20 mai 2022. | | | | | | | | |
| C     | Dernière actualisation : — | | | | | | | | |
| D     | (Circulaire) Mantes-la-Jolie — Résidence du Lac ⥋ via Hôpital François-Quesnay et Plaisances | (Circulaire) Mantes-la-Jolie — Résidence du Lac ⥋ via Hôpital François-Quesnay et Plaisances                                | (Circulaire) Mantes-la-Jolie — Résidence du Lac ⥋ via Hôpital François-Quesnay et Plaisances                                | (Circulaire) Mantes-la-Jolie — Résidence du Lac ⥋ via Hôpital François-Quesnay et Plaisances                                | (Circulaire) Mantes-la-Jolie — Résidence du Lac ⥋ via Hôpital François-Quesnay et Plaisances                                | (Circulaire) Mantes-la-Jolie — Résidence du Lac ⥋ via Hôpital François-Quesnay et Plaisances                                | (Circulaire) Mantes-la-Jolie — Résidence du Lac ⥋ via Hôpital François-Quesnay et Plaisances                                | (Circulaire) Mantes-la-Jolie — Résidence du Lac ⥋ via Hôpital François-Quesnay et Plaisances                                | (Circulaire) Mantes-la-Jolie — Résidence du Lac ⥋ via Hôpital François-Quesnay et Plaisances                                |
| D     | Ouverture / Fermeture — / — | Longueur — | Durée 55 min | Nb. d’arrêts 33 | Matériel Citelis 12 GX 327 GX 337 GX 437 GX 437 Hybride                                                                     | Jours de fonctionnement L, Ma, Me, J, V, S                                                                                  | Jour / Soir / Nuit / Fêtes O / N / N / N                                                                                    | Voy. / an — | Dépôt Limay et Mantes-la-Jolie                                                                                              |
| D     | Desserte : - Villes et lieux desservis : Mantes-la-Jolie, Buchelay, Magnanville et Mantes-la-Ville - Gare desservie : Mantes-Station | | | | | | | | |
| D     | Autre : - Zone traversée : 5 - Arrêts non accessibles aux UFR : — - Amplitudes horaires : La ligne fonctionne du lundi au vendredi de 6 h à 21 h 55 et le samedi de 8 h 20 à 20 h 15. - Date de dernière mise à jour : 20 mai 2022. | | | | | | | | |
| D     | Dernière actualisation : — | | | | | | | | |
| E     | Mantes-la-Ville — Lycée Camille Claudel ⥋ Mantes-la-Ville — Gare routière | Mantes-la-Ville — Lycée Camille Claudel ⥋ Mantes-la-Ville — Gare routière                                                   | Mantes-la-Ville — Lycée Camille Claudel ⥋ Mantes-la-Ville — Gare routière                                                   | Mantes-la-Ville — Lycée Camille Claudel ⥋ Mantes-la-Ville — Gare routière                                                   | Mantes-la-Ville — Lycée Camille Claudel ⥋ Mantes-la-Ville — Gare routière                                                   | Mantes-la-Ville — Lycée Camille Claudel ⥋ Mantes-la-Ville — Gare routière                                                   | Mantes-la-Ville — Lycée Camille Claudel ⥋ Mantes-la-Ville — Gare routière                                                   | Mantes-la-Ville — Lycée Camille Claudel ⥋ Mantes-la-Ville — Gare routière                                                   | Mantes-la-Ville — Lycée Camille Claudel ⥋ Mantes-la-Ville — Gare routière                                                   |
| E     | Ouverture / Fermeture — / — | Longueur — | Durée 15-20 min | Nb. d’arrêts 11 | Matériel GX 327 GX 337 | Jours de fonctionnement L, Ma, Me, J, V, S                                                                                  | Jour / Soir / Nuit / Fêtes O / N / N / N                                                                                    | Voy. / an — | Dépôt Limay et Mantes-la-Jolie                                                                                              |
| E     | Desserte : - Ville et lieux desservis : Mantes-la-Ville - Gare desservie : Mantes-la-Jolie | | | | | | | | |
| E     | Autre : - Zone traversée : 5 - Arrêts non accessibles aux UFR : — - Amplitudes horaires : La ligne fonctionne : - du lundi au vendredi en période scolaire de 5 h 25 à 21 h 15 ; - le samedi en période scolaire de 7 h 40 à 8 h 15 puis de 12 h 50 à 13 h 15 ; - du lundi au vendredi en période de vacances scolaires de 5 h 25 à 10 h 15 puis de 15 h à 21 h 15. - Date de dernière mise à jour : 27 août 2022. | | | | | | | | |
| E     | Dernière actualisation : — | | | | | | | | |
| F     | (Circulaire) Mantes-la-Jolie — Gare routière ⥋ via Sangle | (Circulaire) Mantes-la-Jolie — Gare routière ⥋ via Sangle                                                                   | (Circulaire) Mantes-la-Jolie — Gare routière ⥋ via Sangle                                                                   | (Circulaire) Mantes-la-Jolie — Gare routière ⥋ via Sangle                                                                   | (Circulaire) Mantes-la-Jolie — Gare routière ⥋ via Sangle                                                                   | (Circulaire) Mantes-la-Jolie — Gare routière ⥋ via Sangle                                                                   | (Circulaire) Mantes-la-Jolie — Gare routière ⥋ via Sangle                                                                   | (Circulaire) Mantes-la-Jolie — Gare routière ⥋ via Sangle                                                                   | (Circulaire) Mantes-la-Jolie — Gare routière ⥋ via Sangle                                                                   |
| F     | Ouverture / Fermeture — / — | Longueur — | Durée 15 min | Nb. d’arrêts 8 | Matériel GX 137 L | Jours de fonctionnement L, Ma, Me, J, V                                                                                     | Jour / Soir / Nuit / Fêtes O / N / N / N                                                                                    | Voy. / an — | Dépôt Mantes-la-Jolie |
| F     | Desserte : - Villes et lieux desservis : Mantes-la-Jolie et Mantes-la-Ville - Gares desservies : Mantes-la-Jolie et Mantes-Station | | | | | | | | |
| F     | Autre : - Zone traversée : 5 - Arrêts non accessibles aux UFR : — - Amplitudes horaires : La ligne fonctionne du lundi au vendredi de 6 h 5 à 8 h 5 puis de 17 h à 20 h 30. - Date de dernière mise à jour : 20 mai 2022. | | | | | | | | |
| F     | Dernière actualisation : — | | | | | | | | |
| G     | Mantes-la-Jolie — Saint-Anne ⥋ Buchelay — Porte de Normandie | Mantes-la-Jolie — Saint-Anne ⥋ Buchelay — Porte de Normandie                                                                | Mantes-la-Jolie — Saint-Anne ⥋ Buchelay — Porte de Normandie                                                                | Mantes-la-Jolie — Saint-Anne ⥋ Buchelay — Porte de Normandie                                                                | Mantes-la-Jolie — Saint-Anne ⥋ Buchelay — Porte de Normandie                                                                | Mantes-la-Jolie — Saint-Anne ⥋ Buchelay — Porte de Normandie                                                                | Mantes-la-Jolie — Saint-Anne ⥋ Buchelay — Porte de Normandie                                                                | Mantes-la-Jolie — Saint-Anne ⥋ Buchelay — Porte de Normandie                                                                | Mantes-la-Jolie — Saint-Anne ⥋ Buchelay — Porte de Normandie                                                                |
| G     | Ouverture / Fermeture — / — | Longueur — | Durée 25-30 min | Nb. d’arrêts 24 | Matériel Citelis 12 GX 337                                                                                                  | Jours de fonctionnement L, Ma, Me, J, V, S                                                                                  | Jour / Soir / Nuit / Fêtes O / N / N / N                                                                                    | Voy. / an — | Dépôt Mantes-la-Jolie |
| G     | Desserte : - Villes et lieux desservis : Mantes-la-Jolie, Mantes-la-Ville, Magnanville et Buchelay - Gare desservie : Mantes-Station | | | | | | | | |
| G     | Autre : - Zone traversée : 5 - Arrêts non accessibles aux UFR : — - Amplitudes horaires : La ligne fonctionne du lundi au samedi de 9 h 5 à 16 h 50. - Date de dernière mise à jour : 20 mai 2022. | | | | | | | | |
| G     | Dernière actualisation : — | | | | | | | | |
| I     | Magnanville — Graviers - Brosses ⥋ Mantes-la-Ville — Gare routière | Magnanville — Graviers - Brosses ⥋ Mantes-la-Ville — Gare routière                                                          | Magnanville — Graviers - Brosses ⥋ Mantes-la-Ville — Gare routière                                                          | Magnanville — Graviers - Brosses ⥋ Mantes-la-Ville — Gare routière                                                          | Magnanville — Graviers - Brosses ⥋ Mantes-la-Ville — Gare routière                                                          | Magnanville — Graviers - Brosses ⥋ Mantes-la-Ville — Gare routière                                                          | Magnanville — Graviers - Brosses ⥋ Mantes-la-Ville — Gare routière                                                          | Magnanville — Graviers - Brosses ⥋ Mantes-la-Ville — Gare routière                                                          | Magnanville — Graviers - Brosses ⥋ Mantes-la-Ville — Gare routière                                                          |
| I     | Ouverture / Fermeture — / — | Longueur — | Durée 10-30 min | Nb. d’arrêts 20 | Matériel GX 327 GX 337 | Jours de fonctionnement L, Ma, Me, J, V, S, D                                                                               | Jour / Soir / Nuit / Fêtes O / N / N / O                                                                                    | Voy. / an — | Dépôt Mantes-la-Jolie |
| I     | Desserte : - Villes et lieux desservis : Magnanville et Mantes-la-Ville - Gare desservie : Mantes-la-Jolie | | | | | | | | |
| I     | Autre : - Zone traversée : 5 - Arrêts non accessibles aux UFR : — - Amplitudes horaires : La ligne fonctionne du lundi au vendredi de 5 h 10 à 21 h 30, le samedi de 6 h 10 à 21 h 45 et les dimanches et fêtes de 8 h 30 à 19 h. - Particularités : - L'arrêt Magnanville — Mairie est desservi du lundi au vendredi à certaines heures. - L'arrêt Magnanville — Mongazons n'est desservi que l'été - Date de dernière mise à jour : 27 août 2022. | | | | | | | | |
| I     | Dernière actualisation : — | | | | | | | | |
| K     | Buchelay — René Renault ⥋ Mantes-la-Ville — Gare routière / Limay — Lycée Condorcet (du lundi au samedi à certaines heures) | Buchelay — René Renault ⥋ Mantes-la-Ville — Gare routière / Limay — Lycée Condorcet (du lundi au samedi à certaines heures) | Buchelay — René Renault ⥋ Mantes-la-Ville — Gare routière / Limay — Lycée Condorcet (du lundi au samedi à certaines heures) | Buchelay — René Renault ⥋ Mantes-la-Ville — Gare routière / Limay — Lycée Condorcet (du lundi au samedi à certaines heures) | Buchelay — René Renault ⥋ Mantes-la-Ville — Gare routière / Limay — Lycée Condorcet (du lundi au samedi à certaines heures) | Buchelay — René Renault ⥋ Mantes-la-Ville — Gare routière / Limay — Lycée Condorcet (du lundi au samedi à certaines heures) | Buchelay — René Renault ⥋ Mantes-la-Ville — Gare routière / Limay — Lycée Condorcet (du lundi au samedi à certaines heures) | Buchelay — René Renault ⥋ Mantes-la-Ville — Gare routière / Limay — Lycée Condorcet (du lundi au samedi à certaines heures) | Buchelay — René Renault ⥋ Mantes-la-Ville — Gare routière / Limay — Lycée Condorcet (du lundi au samedi à certaines heures) |
| K     | Ouverture / Fermeture — / — | Longueur — | Durée 20-60 min | Nb. d’arrêts 37 | Matériel Citelis 12 GX 327 GX 337 Citelis 18                                                                                | Jours de fonctionnement L, Ma, Me, J, V, S, D                                                                               | Jour / Soir / Nuit / Fêtes O / N / N / O                                                                                    | Voy. / an — | Dépôt Limay et Mantes-la-Jolie                                                                                              |
| K     | Desserte : - Villes et lieux desservis : Jouy-Mauvoisin, Buchelay, Magnanville, Mantes-la-Ville, Mantes-la-Jolie et Limay - Gare desservie : Mantes-la-Jolie | | | | | | | | |
| K     | Autre : - Zone traversée : 5 - Arrêts non accessibles aux UFR : — - Amplitudes horaires : La ligne fonctionne du lundi au vendredi de 5 h 15 à 22 h 30, le samedi de 6 h 30 à 23 h et les dimanches et fêtes de 7 h 35 à 21 h. - Particularités : - Les arrêts Magnanville — Mairie et Lycée Léopold S. Senghor sont desservis du lundi au samedi en période scolaire aux heures d'entrée et de sortie de l'établissement ; - Les arrêts Vallée et Jouy-Mauvoisin — Mairie sont desservis du lundi au vendredi à raison d'un passage le matin et le soir. - Date de dernière mise à jour : 20 mai 2022. | | | | | | | | |
| K     | Dernière actualisation : — | | | | | | | | |
| L     | Limay — Fosses Rouges ⥋ Lycée Condorcet | Limay — Fosses Rouges ⥋ Lycée Condorcet                                                                                     | Limay — Fosses Rouges ⥋ Lycée Condorcet                                                                                     | Limay — Fosses Rouges ⥋ Lycée Condorcet                                                                                     | Limay — Fosses Rouges ⥋ Lycée Condorcet                                                                                     | Limay — Fosses Rouges ⥋ Lycée Condorcet                                                                                     | Limay — Fosses Rouges ⥋ Lycée Condorcet                                                                                     | Limay — Fosses Rouges ⥋ Lycée Condorcet                                                                                     | Limay — Fosses Rouges ⥋ Lycée Condorcet                                                                                     |
| L     | Ouverture / Fermeture Septembre 2016 / — | Longueur — | Durée 25 min | Nb. d’arrêts 20 | Matériel Citelis 12 GX 327                                                                                                  | Jours de fonctionnement L, Ma, Me, J, V, S                                                                                  | Jour / Soir / Nuit / Fêtes O / O / N / N                                                                                    | Voy. / an — | Dépôt Mantes-la-Jolie |
| L     | Desserte : - Ville et lieux desservis : Limay | | | | | | | | |
| L     | Autre : - Zone traversée : 5 - Arrêts non accessibles aux UFR : — - Amplitudes horaires : La ligne fonctionne du lundi au vendredi de 5 h 40 à 20 h 26 et le samedi de 7 h 37 à 17 h 26. - Particularité : la ligne dessert les 2 collèges de Limay (Fosses Rouges=>Galilée / Ampère=>Albert Thierry) ainsi que son lycée (Lycée Condorcet=>Condorcet) - Date de dernière mise à jour : 20 mai 2022. Les amplitudes horaires sont soumis aux aléas de la circulation et peuvent varier de quelques minutes | | | | | | | | |
| L     | Dernière actualisation : — | | | | | | | | |
| M     | Buchelay — Béarn ⥋ Mantes-la-Ville — Domaine de la Vallée | Buchelay — Béarn ⥋ Mantes-la-Ville — Domaine de la Vallée                                                                   | Buchelay — Béarn ⥋ Mantes-la-Ville — Domaine de la Vallée                                                                   | Buchelay — Béarn ⥋ Mantes-la-Ville — Domaine de la Vallée                                                                   | Buchelay — Béarn ⥋ Mantes-la-Ville — Domaine de la Vallée                                                                   | Buchelay — Béarn ⥋ Mantes-la-Ville — Domaine de la Vallée                                                                   | Buchelay — Béarn ⥋ Mantes-la-Ville — Domaine de la Vallée                                                                   | Buchelay — Béarn ⥋ Mantes-la-Ville — Domaine de la Vallée                                                                   | Buchelay — Béarn ⥋ Mantes-la-Ville — Domaine de la Vallée                                                                   |
| M     | Ouverture / Fermeture — / — | Longueur — | Durée 10-35 min | Nb. d’arrêts 25 | Matériel Citelis 12 GX 327 GX 337                                                                                           | Jours de fonctionnement L, Ma, Me, J, V, S, D                                                                               | Jour / Soir / Nuit / Fêtes O / O / N / O                                                                                    | Voy. / an — | Dépôt Mantes-la-Jolie |
| M     | Desserte : - Villes et lieux desservis : Breuil-Bois-Robert (institut médico-éducatif [IME] L'Envol), Mantes-la-Ville (collège La Vaucouleurs, lycée des métiers Camille Claudel, parc de la Vallée, mairie, centre aquatique Aquasport), Mantes-la-Jolie (lycée Antoine de Saint-Éxupéry, lycée Jean Rostand, stade Jean-Paul David, L'Agora, patinoire) et Buchelay (centre commercial Mon Beau Buchelay, zone industrielle et d'activité des Closeaux) - Gares desservies : Mantes-Station et Mantes-la-Jolie | | | | | | | | |
| M     | Autre : - Zone traversée : 5 - Arrêts non accessibles aux UFR : IME, Lycée Camille Claudel, Innovaparc vers Mantes-la-Ville - Amplitudes horaires : La ligne fonctionne du lundi au vendredi de 5 h à 23 h 35, le samedi de 6 h 35 à 0 h 55 et les dimanches et fêtes de 8 h 15 à 20 h 45. - Particularités : Les parcours de la ligne se décomposent comme indiqué ci-dessous. - La desserte principale concerne le parcours entre le quartier du Domaine de la Vallée et la zone commerciale de Buchelay, par le centre-ville de Mantes-la-Ville. - Quatre courses du lundi au vendredi observent la desserte de l'IME. La desserte de Buchelay est observée du lundi au vendredi de la deuxième course du jour jusqu'à 21 h avec une limitation à Innovaparc jusqu'à 8 h 30, le samedi jusqu'à 21 h 55 avec une limitation à Innovaparc jusqu'à 9 h 20 et tout le dimanche et les jours fériés. Si la desserte de Buchelay n'est pas assurée, la ligne est limitée à la gare routière de Mantes-la-Ville. - La desserte du lundi au vendredi en période scolaire uniquement, entre la gare routière de Mantes-la-Ville et le lycée des métiers Camille Claudel, est réalisée à raison de quatre allers le matin et de deux retours l'après-midi. - La desserte du lundi au samedi en période scolaire uniquement, entre le quartier du Domaine de la Vallée et le lycée Antoine de Saint-Exupéry, est effectuée à raison de deux retours l'après-midi, le dernier ne desservant pas la gare routière de Mantes-la-Ville, ramené à un seul le mercredi et le samedi midi. - Date de dernière mise à jour : 26 mai 2022. | | | | | | | | |
| M     | Dernière actualisation : — | | | | | | | | |
| N     | Guerville — Senneville - Place ⥋ Mantes-la-Jolie — Gare routière | Guerville — Senneville - Place ⥋ Mantes-la-Jolie — Gare routière                                                            | Guerville — Senneville - Place ⥋ Mantes-la-Jolie — Gare routière                                                            | Guerville — Senneville - Place ⥋ Mantes-la-Jolie — Gare routière                                                            | Guerville — Senneville - Place ⥋ Mantes-la-Jolie — Gare routière                                                            | Guerville — Senneville - Place ⥋ Mantes-la-Jolie — Gare routière                                                            | Guerville — Senneville - Place ⥋ Mantes-la-Jolie — Gare routière                                                            | Guerville — Senneville - Place ⥋ Mantes-la-Jolie — Gare routière                                                            | Guerville — Senneville - Place ⥋ Mantes-la-Jolie — Gare routière                                                            |
| N     | Ouverture / Fermeture — / — | Longueur — | Durée 10-30 min | Nb. d’arrêts 19 | Matériel — | Jours de fonctionnement L, Ma, Me, J, V, S                                                                                  | Jour / Soir / Nuit / Fêtes O / N / N / N                                                                                    | Voy. / an — | Dépôt — |
| N     | Desserte : - Villes et lieux desservis : Guerville, Mantes-la-Ville et Mantes-la-Jolie - Gares desservies : Mantes-Station et Mantes-la-Jolie | | | | | | | | |
| N     | Autre : - Zone traversée : 5 - Arrêts non accessibles aux UFR : — - Amplitudes horaires : La ligne fonctionne du lundi au vendredi de 5 h 15 à 20 h 26 et le samedi en période scolaire de 7 h 30 à 7 h 50 puis de 13 h 20 à 13 h 40. - Particularités : Il existe, du lundi au vendredi, des services entre Vaucouleurs et Mantes-la-Jolie — Gare routière. - Date de dernière mise à jour : 6 mai 2018. | | | | | | | | |
| N     | Dernière actualisation : — | | | | | | | | |
| R     | (Circulaire) Rosny-sur-Seine — Gare SNCF via Pont Chapart, Collège Sully et Mairie ⥋ ? | (Circulaire) Rosny-sur-Seine — Gare SNCF via Pont Chapart, Collège Sully et Mairie ⥋ ?                                      | (Circulaire) Rosny-sur-Seine — Gare SNCF via Pont Chapart, Collège Sully et Mairie ⥋ ?                                      | (Circulaire) Rosny-sur-Seine — Gare SNCF via Pont Chapart, Collège Sully et Mairie ⥋ ?                                      | (Circulaire) Rosny-sur-Seine — Gare SNCF via Pont Chapart, Collège Sully et Mairie ⥋ ?                                      | (Circulaire) Rosny-sur-Seine — Gare SNCF via Pont Chapart, Collège Sully et Mairie ⥋ ?                                      | (Circulaire) Rosny-sur-Seine — Gare SNCF via Pont Chapart, Collège Sully et Mairie ⥋ ?                                      | (Circulaire) Rosny-sur-Seine — Gare SNCF via Pont Chapart, Collège Sully et Mairie ⥋ ?                                      | (Circulaire) Rosny-sur-Seine — Gare SNCF via Pont Chapart, Collège Sully et Mairie ⥋ ?                                      |
| R     | Ouverture / Fermeture — / — | Longueur — | Durée 10-30 min | Nb. d’arrêts 17 | Matériel — | Jours de fonctionnement L, Ma, Me, J, V, S                                                                                  | Jour / Soir / Nuit / Fêtes O / N / N / N                                                                                    | Voy. / an — | Dépôt — |
| R     | Desserte : - Ville et lieux desservis : Rosny-sur-Seine - Gares desservies : Rosny-sur-Seine | | | | | | | | |
| R     | Autre : - Zone traversée : 5 - Arrêts non accessibles aux UFR : — - Amplitudes horaires : La ligne fonctionne du lundi au vendredi de 5 h 50 à 21 h 35 et le samedi de 7 h 20 à 22 h 40. - Particularités : La ligne fonctionne dans le sens inverse des aiguilles d'une montre de début de service jusqu'à 17 h 30 (du lundi au vendredi) / 14 h 50 (le samedi) et dans le sens inverse à partir de 7 h 55 (du lundi au vendredi) / 13 h 10 (le samedi) jusqu'à fin de service. - Date de dernière mise à jour : 5 novembre 2019. | | | | | | | | |
| R     | Dernière actualisation : — | | | | | | | | |
| X     | Mantes-la-Jolie — Gare routière ⥋ Mantes-la-Jolie — Henri Clérisse | Mantes-la-Jolie — Gare routière ⥋ Mantes-la-Jolie — Henri Clérisse                                                          | Mantes-la-Jolie — Gare routière ⥋ Mantes-la-Jolie — Henri Clérisse                                                          | Mantes-la-Jolie — Gare routière ⥋ Mantes-la-Jolie — Henri Clérisse                                                          | Mantes-la-Jolie — Gare routière ⥋ Mantes-la-Jolie — Henri Clérisse                                                          | Mantes-la-Jolie — Gare routière ⥋ Mantes-la-Jolie — Henri Clérisse                                                          | Mantes-la-Jolie — Gare routière ⥋ Mantes-la-Jolie — Henri Clérisse                                                          | Mantes-la-Jolie — Gare routière ⥋ Mantes-la-Jolie — Henri Clérisse                                                          | Mantes-la-Jolie — Gare routière ⥋ Mantes-la-Jolie — Henri Clérisse                                                          |
| X     | Ouverture / Fermeture — / — | Longueur — | Durée 10-15 min | Nb. d’arrêts 10 | Matériel Citelis 12 GX 327 GX 337 GX 437                                                                                    | Jours de fonctionnement L, Ma, Me, J, V, S, D                                                                               | Jour / Soir / Nuit / Fêtes O / N / N / O                                                                                    | Voy. / an — | Dépôt Mantes-la-Jolie |
| X     | Desserte : - Ville et lieux desservis : Mantes-la-Jolie - Gare desservie : Mantes-la-Jolie | | | | | | | | |
| X     | Autre : - Zone traversée : 5 - Arrêts non accessibles aux UFR : — - Amplitudes horaires : La ligne fonctionne du lundi au vendredi de 5 h 30 à 22 h 10, le samedi de 7 h 15 à 21 h 25 et les dimanches et fêtes de 8 h 45 à 19 h 30. - Date de dernière mise à jour : 26 mai 2022. | | | | | | | | |
| X     | Dernière actualisation : — | | | | | | | | |
| Z     | Mantes-la-Jolie — Gare routière ⥋ Buchelay — Béarn | Mantes-la-Jolie — Gare routière ⥋ Buchelay — Béarn                                                                          | Mantes-la-Jolie — Gare routière ⥋ Buchelay — Béarn                                                                          | Mantes-la-Jolie — Gare routière ⥋ Buchelay — Béarn                                                                          | Mantes-la-Jolie — Gare routière ⥋ Buchelay — Béarn                                                                          | Mantes-la-Jolie — Gare routière ⥋ Buchelay — Béarn                                                                          | Mantes-la-Jolie — Gare routière ⥋ Buchelay — Béarn                                                                          | Mantes-la-Jolie — Gare routière ⥋ Buchelay — Béarn                                                                          | Mantes-la-Jolie — Gare routière ⥋ Buchelay — Béarn                                                                          |
| Z     | Ouverture / Fermeture — / — | Longueur — | Durée 10 min | Nb. d’arrêts 11 | Matériel GX 137 GX 137 L | Jours de fonctionnement L, Ma, Me, J, V                                                                                     | Jour / Soir / Nuit / Fêtes O / N / N / N                                                                                    | Voy. / an — | Dépôt Mantes-la-Jolie |
| Z     | Desserte : - Villes et lieux desservis : Mantes-la-Jolie et Buchelay - Gare desservie : Mantes-la-Jolie | | | | | | | | |
| Z     | Autre : - Zone traversée : 5 - Arrêts non accessibles aux UFR : Piquettes et Gamelines - Amplitudes horaires : La ligne fonctionne du lundi au vendredi de 5 h 45 à 20 h 10. - Date de dernière mise à jour : 20 mai 2022. | | | | | | | | |
| Z     | Dernière actualisation : — | | | | | | | | |

### Bus de soirée
| Ligne  | Caractéristiques | Caractéristiques                                                                               | Caractéristiques                                                                               | Caractéristiques                                                                               | Caractéristiques                                                                               | Caractéristiques                                                                               | Caractéristiques                                                                               | Caractéristiques                                                                               | Caractéristiques                                                                               |
| Soirée | Soirée Aubergenville-Élisabethville | Soirée Aubergenville-Élisabethville                                                            | Soirée Aubergenville-Élisabethville                                                            | Soirée Aubergenville-Élisabethville                                                            | Soirée Aubergenville-Élisabethville                                                            | Soirée Aubergenville-Élisabethville                                                            | Soirée Aubergenville-Élisabethville                                                            | Soirée Aubergenville-Élisabethville                                                            | Soirée Aubergenville-Élisabethville                                                            |
| Soirée | (Circulaire) Gare d'Aubergenville-Élisabethville ⥋ Desserte d'Aubergenville et Épône en soirée | (Circulaire) Gare d'Aubergenville-Élisabethville ⥋ Desserte d'Aubergenville et Épône en soirée | (Circulaire) Gare d'Aubergenville-Élisabethville ⥋ Desserte d'Aubergenville et Épône en soirée | (Circulaire) Gare d'Aubergenville-Élisabethville ⥋ Desserte d'Aubergenville et Épône en soirée | (Circulaire) Gare d'Aubergenville-Élisabethville ⥋ Desserte d'Aubergenville et Épône en soirée | (Circulaire) Gare d'Aubergenville-Élisabethville ⥋ Desserte d'Aubergenville et Épône en soirée | (Circulaire) Gare d'Aubergenville-Élisabethville ⥋ Desserte d'Aubergenville et Épône en soirée | (Circulaire) Gare d'Aubergenville-Élisabethville ⥋ Desserte d'Aubergenville et Épône en soirée | (Circulaire) Gare d'Aubergenville-Élisabethville ⥋ Desserte d'Aubergenville et Épône en soirée |
| ------ | --- | ---------------------------------------------------------------------------------------------- | ---------------------------------------------------------------------------------------------- | ---------------------------------------------------------------------------------------------- | ---------------------------------------------------------------------------------------------- | ---------------------------------------------------------------------------------------------- | ---------------------------------------------------------------------------------------------- | ---------------------------------------------------------------------------------------------- | ---------------------------------------------------------------------------------------------- |
| Soirée | Ouverture / Fermeture 29 août 2022 / — | Longueur —                                                                                     | Durée —                                                                                        | Nb. d’arrêts 27                                                                                | Matériel —                                                                                     | Jours de fonctionnement L, Ma, Me, J, V, S                                                     | Jour / Soir / Nuit / Fêtes N / O / N / N                                                       | Voy. / an —                                                                                    | Dépôt —                                                                                        |
| Soirée | Desserte : - Villes et lieux desservis : Aubergenville et Épône - Gare desservie : Aubergenville-Élisabethville |                                                                                                |                                                                                                |                                                                                                |                                                                                                |                                                                                                |                                                                                                |                                                                                                |                                                                                                |
| Soirée | Autre : - Zone traversée : 5 - Arrêts non accessibles aux UFR : — - Amplitudes horaires : La ligne fonctionne du lundi au vendredi soir entre 20 h 30 et 0 h et jusqu'à 1 h le samedi. - Substitution nocturne : Ce service remplace les lignes diurnes et dépose les voyageurs aux arrêts demandés, sans itinéraire fixe. - Date de dernière mise à jour : 3 février 2023. |                                                                                                |                                                                                                |                                                                                                |                                                                                                |                                                                                                |                                                                                                |                                                                                                |                                                                                                |
| Soirée | Dernière actualisation : — |                                                                                                |                                                                                                |                                                                                                |                                                                                                |                                                                                                |                                                                                                |                                                                                                |                                                                                                |
| Soirée | Soirée Mantes-la-Ville | Soirée Mantes-la-Ville                                                                         | Soirée Mantes-la-Ville                                                                         | Soirée Mantes-la-Ville                                                                         | Soirée Mantes-la-Ville                                                                         | Soirée Mantes-la-Ville                                                                         | Soirée Mantes-la-Ville                                                                         | Soirée Mantes-la-Ville                                                                         | Soirée Mantes-la-Ville                                                                         |
| Soirée | (Circulaire) Gare de Mantes-la-Jolie ⥋ Desserte de la zone en soirée |                                                                                                |                                                                                                |                                                                                                |                                                                                                |                                                                                                |                                                                                                |                                                                                                |                                                                                                |
| Soirée | Ouverture / Fermeture 29 août 2022 / — | Longueur —                                                                                     | Durée —                                                                                        | Nb. d’arrêts 50                                                                                | Matériel —                                                                                     | Jours de fonctionnement L, Ma, Me, J, V, S, D                                                  | Jour / Soir / Nuit / Fêtes N / O / N / O                                                       | Voy. / an —                                                                                    | Dépôt —                                                                                        |
| Soirée | Desserte : - Villes et lieux desservis : Buchelay, Magnanville et Mantes-la-Ville - Gare desservie : Mantes-la-Jolie |                                                                                                |                                                                                                |                                                                                                |                                                                                                |                                                                                                |                                                                                                |                                                                                                |                                                                                                |
| Soirée | Autre : - Zone traversée : 5 - Arrêts non accessibles aux UFR : — - Amplitudes horaires : La ligne fonctionne tous les soirs entre 22 h et 0 h 20 et jusqu'à 1 h 25 le samedi. - Substitution nocturne : Ce service remplace les lignes diurnes et dépose les voyageurs aux arrêts demandés, sans itinéraire fixe. - Date de dernière mise à jour : 3 février 2023.         |                                                                                                |                                                                                                |                                                                                                |                                                                                                |                                                                                                |                                                                                                |                                                                                                |                                                                                                |
| Soirée | Dernière actualisation : — |                                                                                                |                                                                                                |                                                                                                |                                                                                                |                                                                                                |                                                                                                |                                                                                                |                                                                                                |

### Transport à la demande
Le réseau de bus est complété par un service de transport à la demande, le « TàD Mantois ».

## Gestion et exploitation
Les réseaux de transports en commun franciliens sont organisés par Île-de-France Mobilités. L'exploitation du réseau de bus du Mantois revient à RD Mantois depuis le 1er août 2021.

### Parc de véhicules

#### Dépôts
Les véhicules sont remisés sur les communes de Mantes-la-Jolie, Bonnières-sur-Seine, Limay et Épône. Les dépôts ont pour mission de stocker les différents véhicules, mais également d'assurer leur entretien préventif et curatif. L'entretien curatif ou correctif a lieu quand une panne ou un dysfonctionnement est signalé par un machiniste.

#### Détails du parc
Le réseau de bus du Mantois dispose d'un parc d'autobus standards, d'autobus articulés, de midibus et d'autocars :

##### Autobus standards
| Constructeur | Modèle     | Nombre      | Numéros de coquille   | Période de mise en service          | Affectation              | Observation                                                                                  |
| ------------ | ---------- | ----------- | --------------------- | ----------------------------------- | ------------------------ | -------------------------------------------------------------------------------------------- |
| Irisbus      | Citelis 12 | Au moins 17 | dont 131-136, 180-190 | entre mars 2006 à janvier 2009      | A D G I K L M N 9 52     | 131 occasion ex Mobicité depuis 08/2021, 132-136 occasions ex Transdev Sénart depuis 09/2021 |
| Heuliez Bus  | GX 327     | 28          | 100-125 et 150-151    | entre janvier 2006 et décembre 2013 | A C D E I K L M X Z 9 21 | —                                                                                            |
| Heuliez Bus  | GX 337     | 16          | 126-130, 152-162      | entre mai 2014 et juillet 2020      | C E G I K M X            | —                                                                                            |

##### Autobus articulés
| Constructeur | Modèle         | Nombre | Numéros de coquille | Période de mise en service          | Affectation | Observation |
| ------------ | -------------- | ------ | ------------------- | ----------------------------------- | ----------- | ----------- |
| Heuliez Bus  | GX 437 Hybride | 11     | 330-340             | entre juin 2016 et août 2016        | A C D I K X | —           |
| Irisbus      | Citelis 18     | 8      | 300-306, 319        | entre août 2007 et août 2008        | A C D I K X | —           |
| Heuliez Bus  | GX 427         | 4      | 310-313             | entre juillet 2012 et décembre 2013 | A C D I K X | —           |
| Heuliez Bus  | GX 437         | 4      | 320-323             | entre Août 2018 et Juillet 2020     | A C D I K X | —           |

##### Midibus
| Constructeur | Modèle   | Nombre | Numéros de coquille | Période de mise en service | Affectation | Observation |
| ------------ | -------- | ------ | ------------------- | -------------------------- | ----------- | ----------- |
| Heuliez Bus  | GX 127   | 1      | 060                 | Mars 2009                  | F G I X     | —           |
| Heuliez Bus  | GX 137   | 1      | 061                 | mars 2018                  | F G I X Z   | —           |
| Heuliez Bus  | GX 137 L | 2      | 070-071             | Octobre 2017               | F G I X Z   | —           |

##### Autocars
| Constructeur     | Modèle              | Nombre      | Numéros de coquille                     | Période de mise en service             | Affectation                       | Observation                      |
| ---------------- | ------------------- | ----------- | --------------------------------------- | -------------------------------------- | --------------------------------- | -------------------------------- |
| Fast Concept Car | Starter             | Au moins 1  | 551                                     | mai 2007                               | —                                 | —                                |
| Irisbus          | Crossway            | Au moins 8  | 502-503, 505, 508, 510-511, 10711-10712 | entre décembre 2011 et décembre 2013   | 17 87 88A 89                      | —                                |
| Irisbus          | Crossway LE Line 13 | Au moins 4  | 400-403                                 | entre novembre 2010 et décembre 2013   | L 2B 15                           | —                                |
| Irisbus          | Evadys H            | Au moins 7  | 600-601, 605-606, 609, 611-612          | 2009                                   | 26 88A 88B 89                     | —                                |
| Iveco Bus        | Crossway LE Line 13 | Au moins 6  | 404-409                                 | entre décembre 2014 et décembre 2015   | 15 18 22                          | —                                |
| Iveco Bus        | Crossway Line 13    | Au moins 47 | 484, 512, 515, 621-664                  | entre juillet 2014 et septembre 2020   | 2A 2B 9 22 26 73 87 88A A14B A14M | —                                |
| Mercedes-Benz    | Intouro II          | Au moins 5  | 513-514, 566-567, 572                   | entre septembre 2015 et août 2019      | 15 17 22 A14B A14M                | Occasions ex Transdev Ecquevilly |
| Mercedes-Benz    | Intouro II M        | Au moins 4  | 562, 564, 568, 570                      | entre juillet 2015 et août 2018        | 2B 17 22 88C A14B A14M            | —                                |
| Mercedes-Benz    | Intouro II ME       | Au moins 2  | 700-701                                 | juillet 2012                           | A14B A14M                         | —                                |
| Mercedes-Benz    | Intouro II EL       | Au moins 1  | Inconnu                                 | mai 2013                               | 34                                | —                                |
| Mercedes-Benz    | Intouro II MEL      | Au moins 3  | 524, 702-703                            | août 2013                              | 87 A14B A14M                      | —                                |
| Mercedes-Benz    | Intouro II L        | Au moins 13 | 571, 704-712, 714-716                   | entre septembre 2014 et septembre 2019 | A14B A14M                         | —                                |
| VDL              | Futura FDD2         | 2           | 970-971                                 | mai 2019                               | 2A 2B                             | —                                |

### Tarification et fonctionnement
La tarification des lignes d'autobus d'Île-de-France est unifiée et accessible avec les mêmes abonnements. Un ticket « bus-tram », qui remplace le ticket t+ au 1er janvier 2025, permet un trajet simple quelle que soit la distance, avec une ou plusieurs correspondances possibles avec les autres lignes de bus et de tramway pendant une durée maximale de 1 h 30 entre la première et dernière validation. En revanche, un ticket validé dans un bus ne permet pas d'emprunter le métro, ni le Transilien et le RER. Les lignes Orlybus et Roissybus, assurant de façon directe les dessertes aéroportuaires via autoroute, disposent d'une tarification spécifique mais sont accessibles avec les abonnements habituels.
Les tarifs des billets et abonnements dont le montant est limité par décision politique ne couvrent pas les frais réels de transport. Le manque à gagner est compensé par l'autorité organisatrice, Île-de-France Mobilités, présidée depuis 2005 par le président du conseil régional d'Île-de-France et composé d'élus locaux. Elle définit les conditions générales d'exploitation ainsi que la durée et la fréquence des services. L'équilibre financier du fonctionnement est assuré par une dotation globale annuelle aux transporteurs de la région grâce au versement mobilité payé par les entreprises et aux contributions des collectivités publiques.

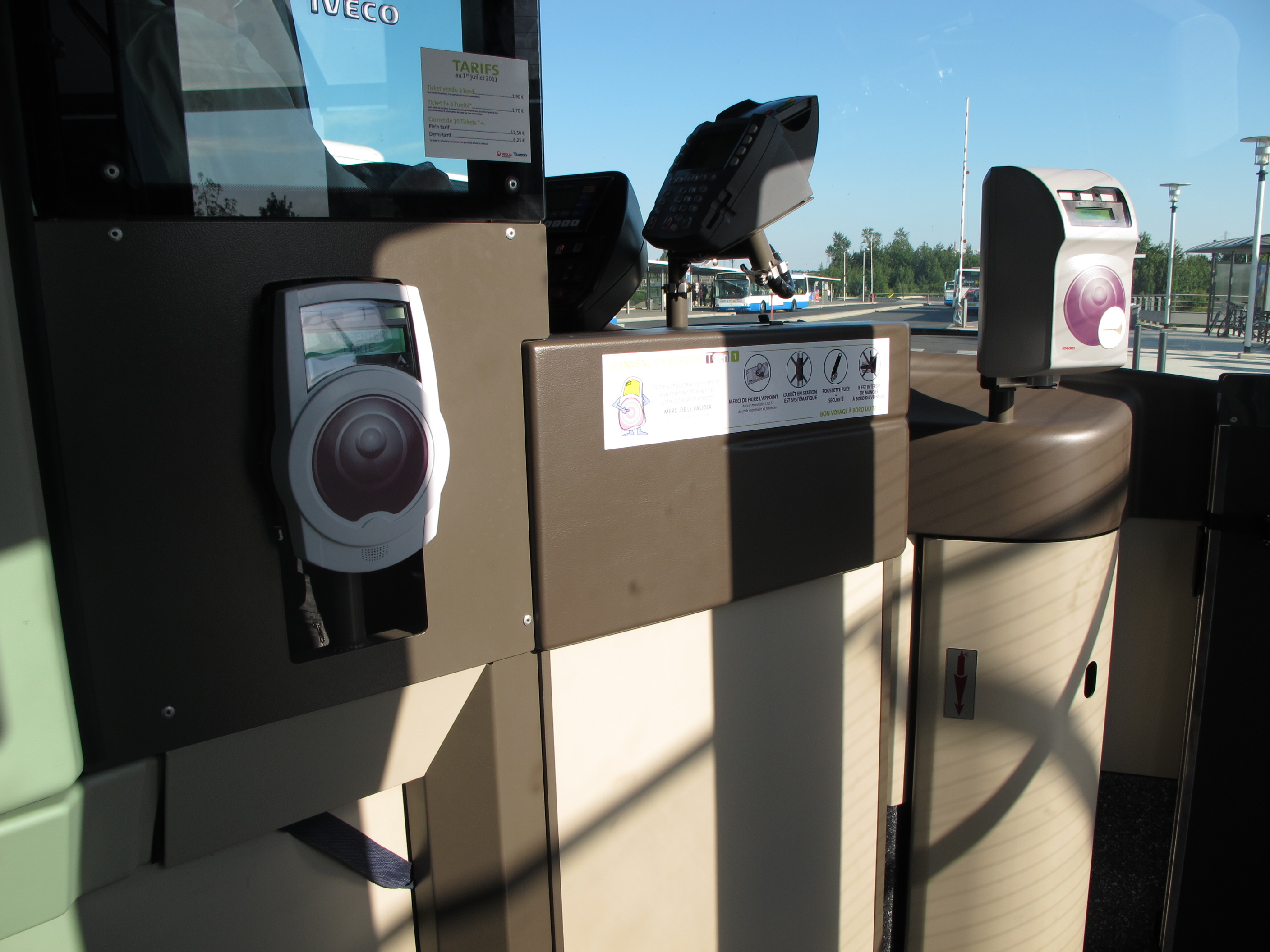
Validateurs pour passes Navigo (à gauche) et pour tickets carton (à droite) présents dans les bus et tramway.

L’achat de ticket par SMS est possible depuis 2018, en envoyant MANTOIS au 93100 (coût de 2,50€ depuis le 01/01/2023 prélevé sur les factures de téléphone). Ce ticket SMS est valable 1h sans correspondance.

## Galerie de photographies

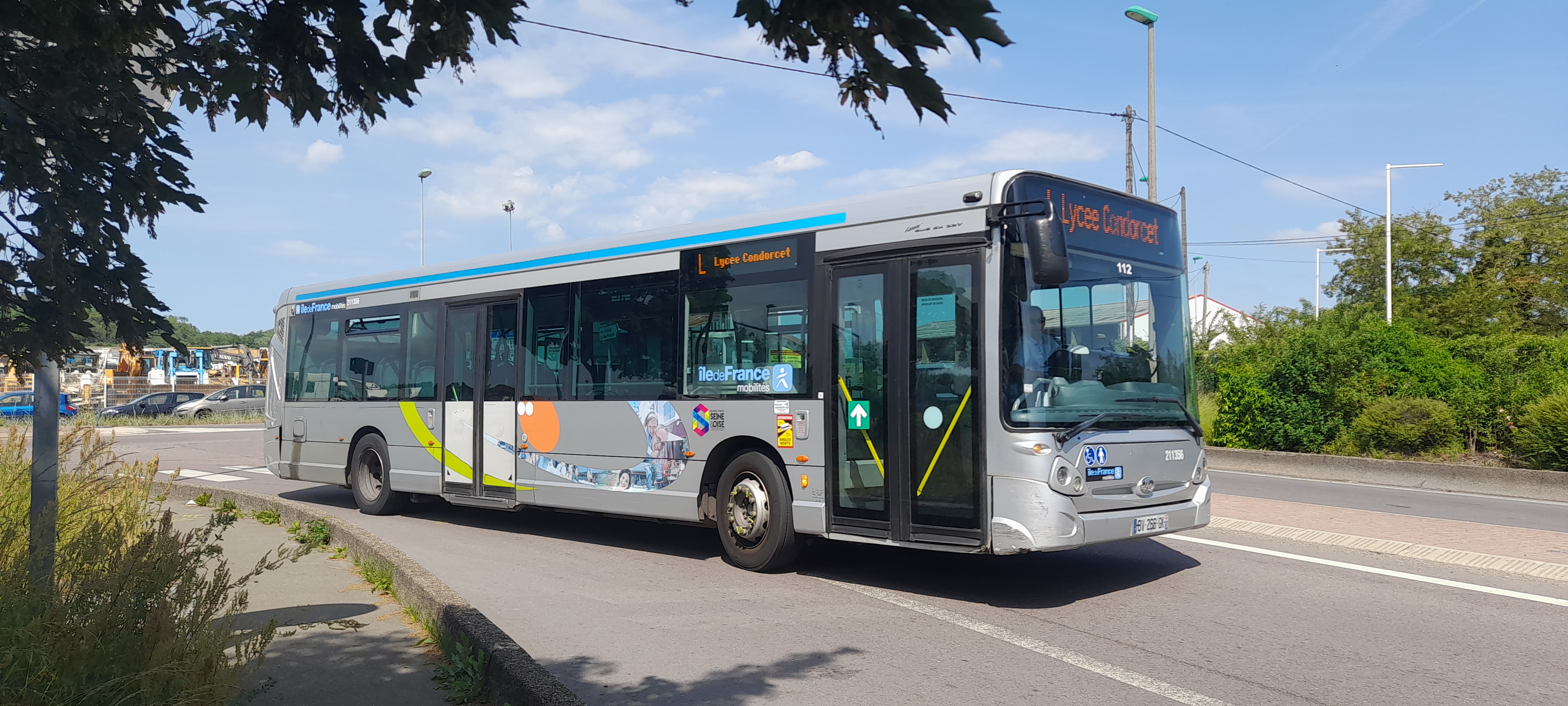
Heuliez Bus GX 327 n°112 sur la ligne L à Limay
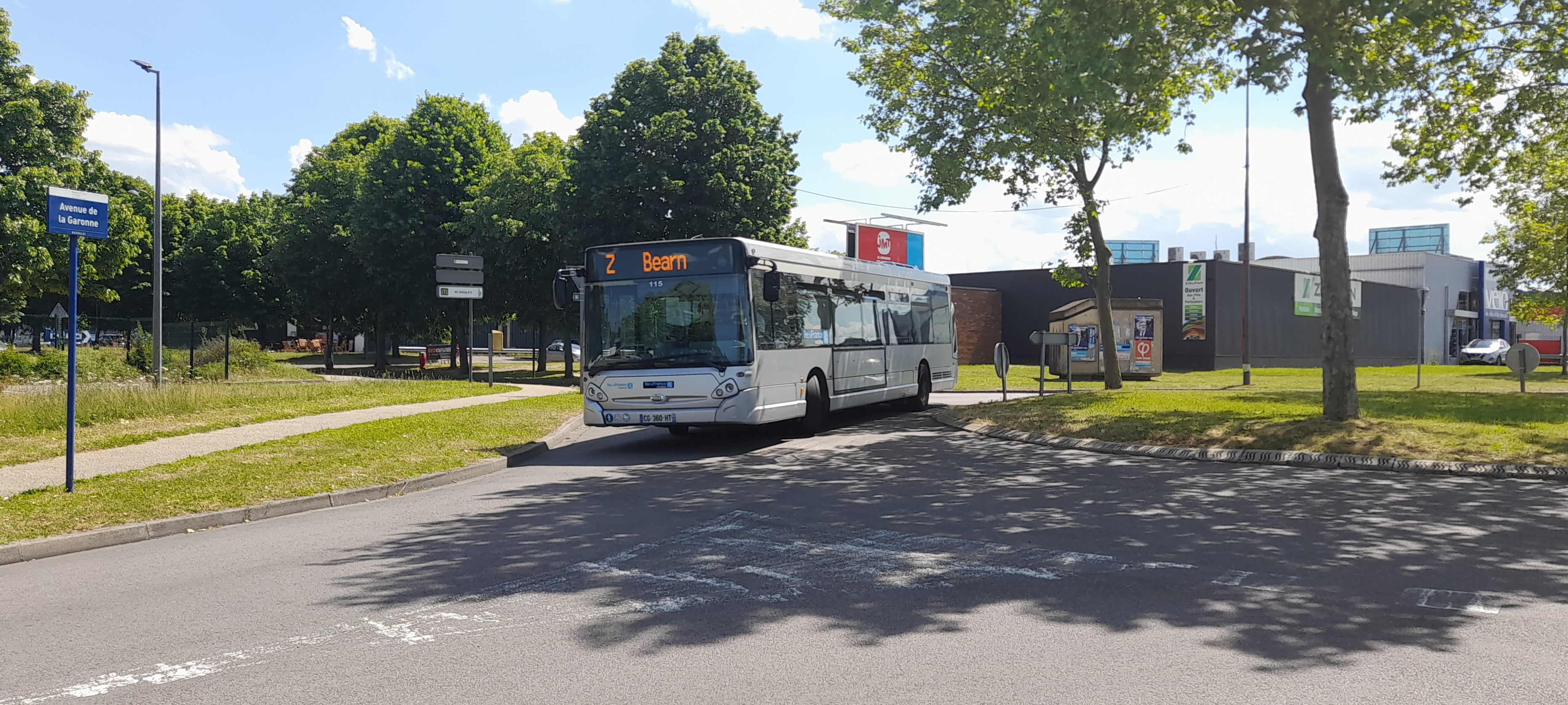
Heuliez GX 327 n°115 sur la ligne Z dans la zone commerciale de Buchelay
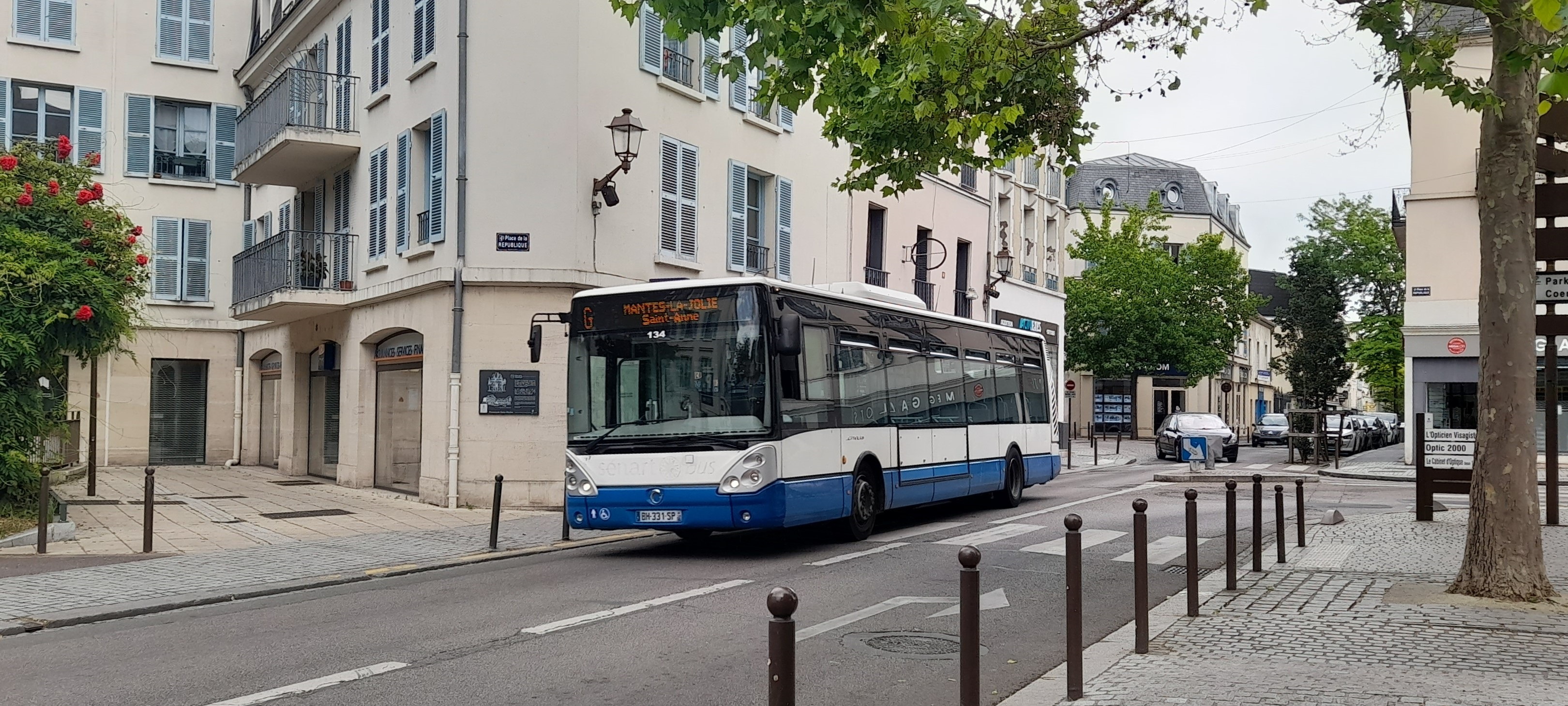
Irisbus Citelis 12 n°134 sur la ligne G à Mantes-la-Jolie
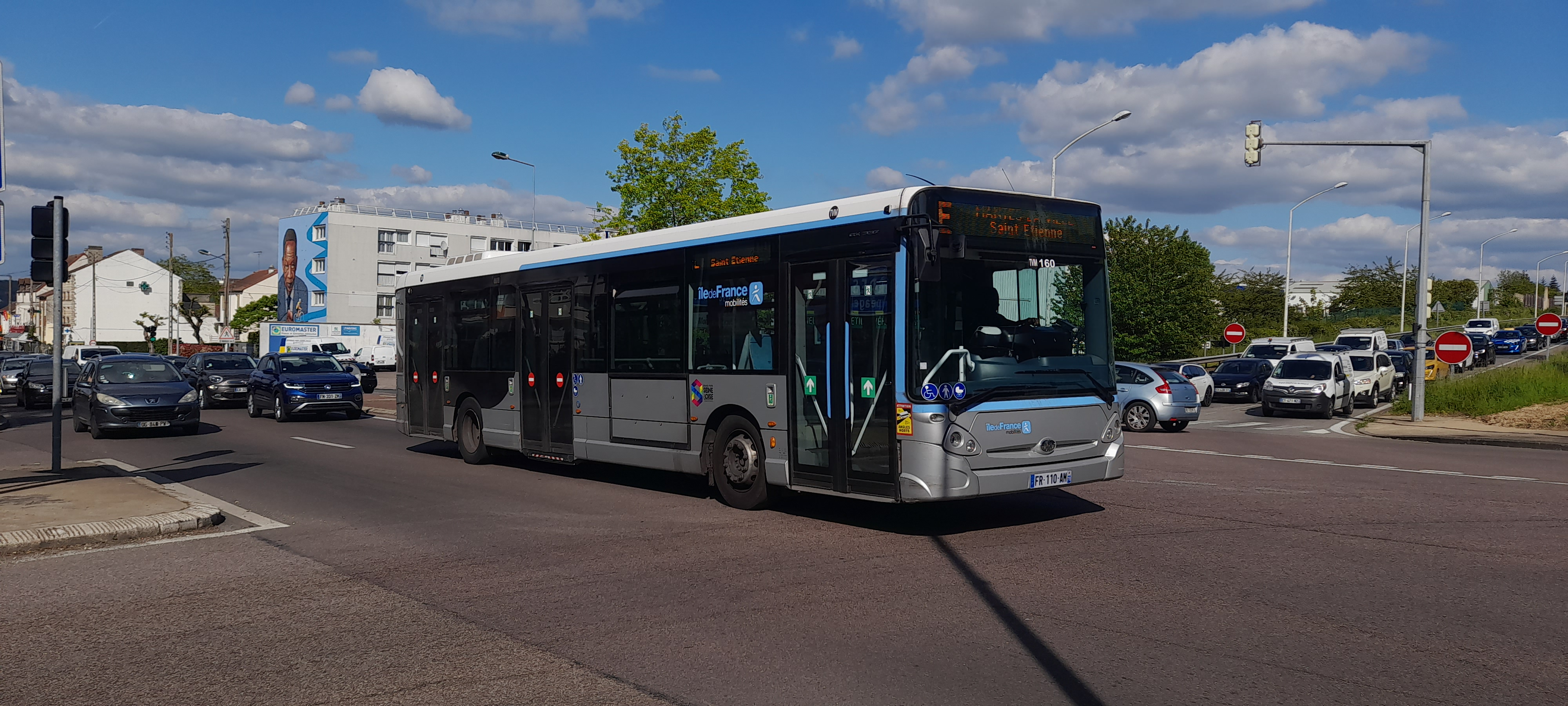
Heuliez Bus GX 337 n°160 sur la ligne E à Mantes-la-Ville
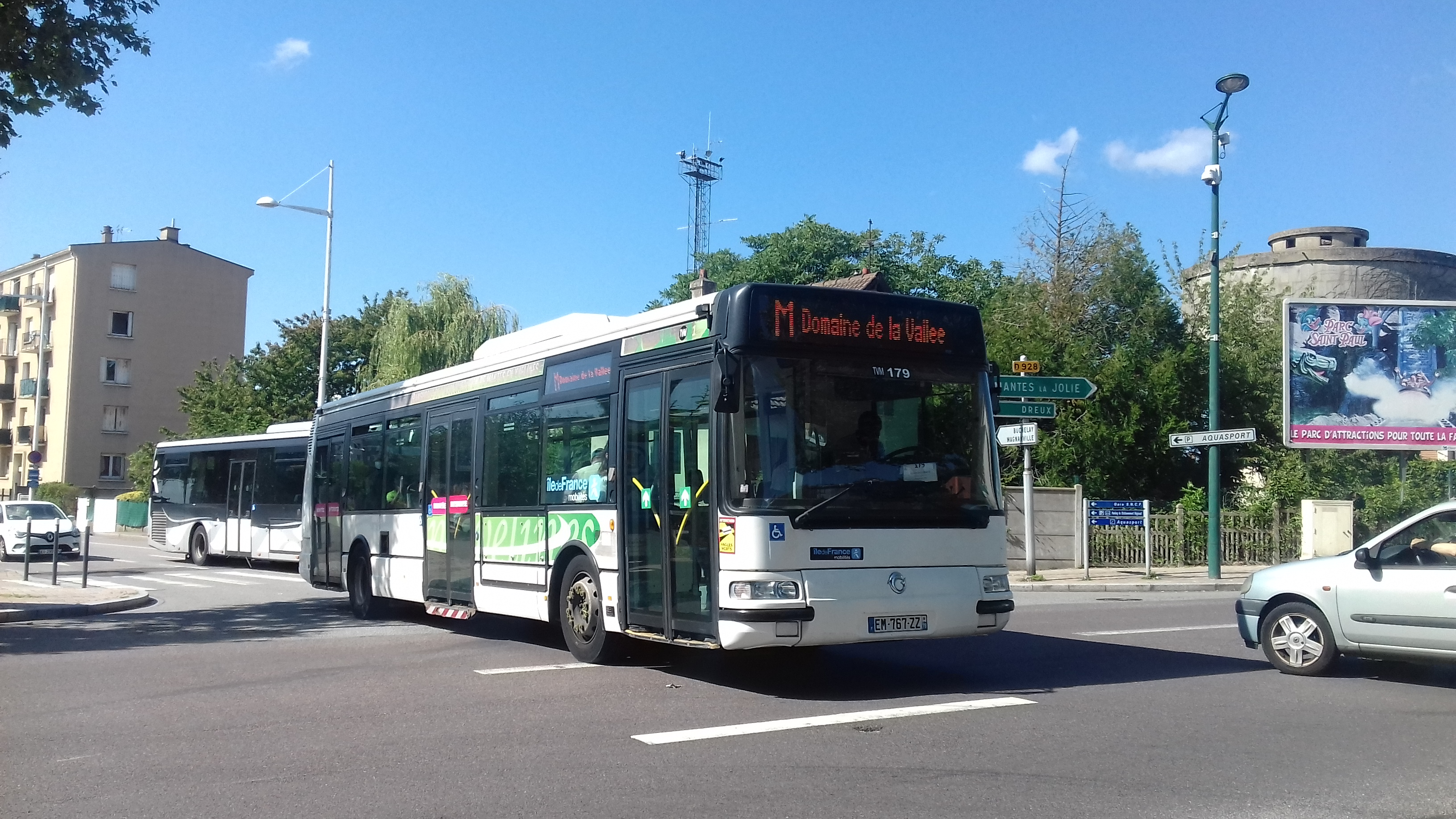
Irisbus Agora S n°179 sur la ligne M à Mantes-la-Jolie
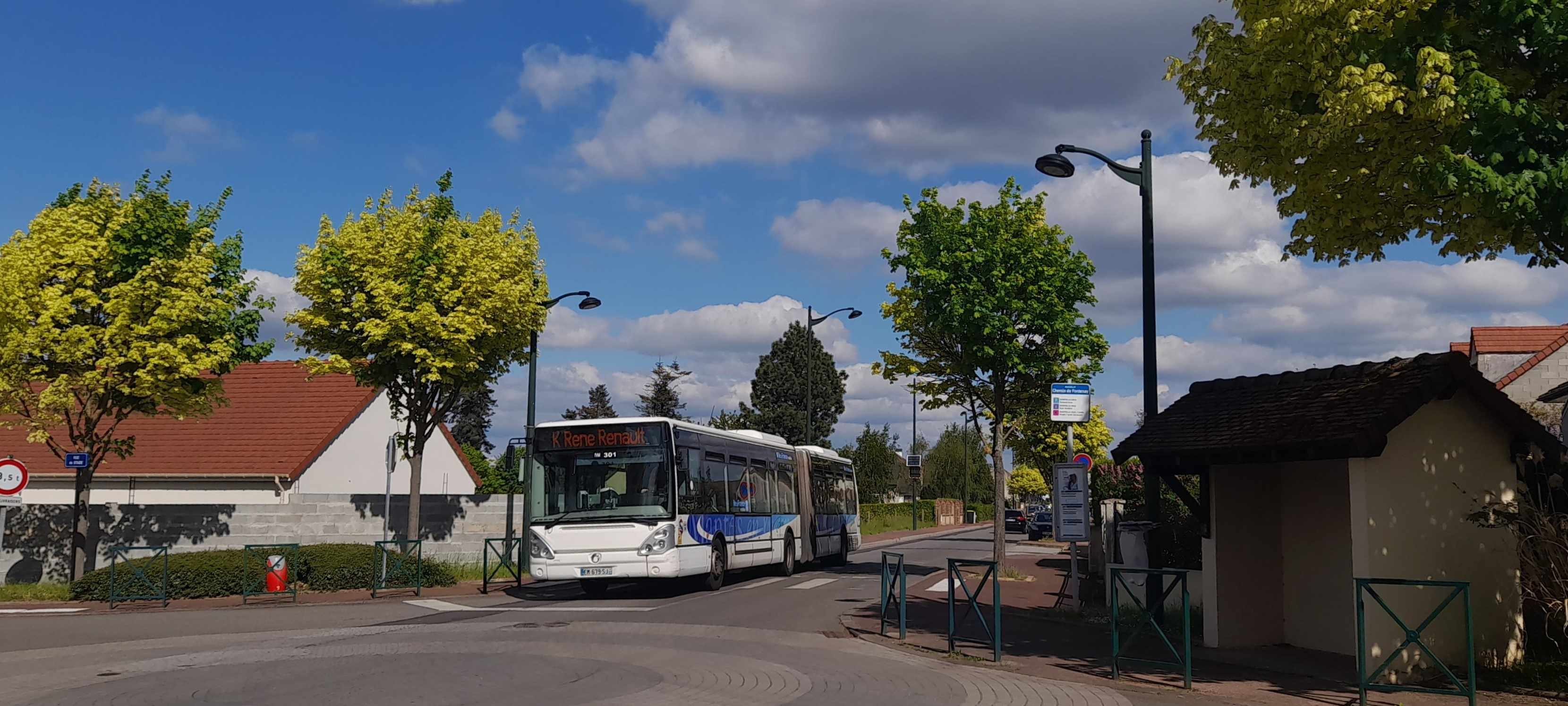
Irisbus Citelis 18 n°301 sur la ligne K à Buchelay
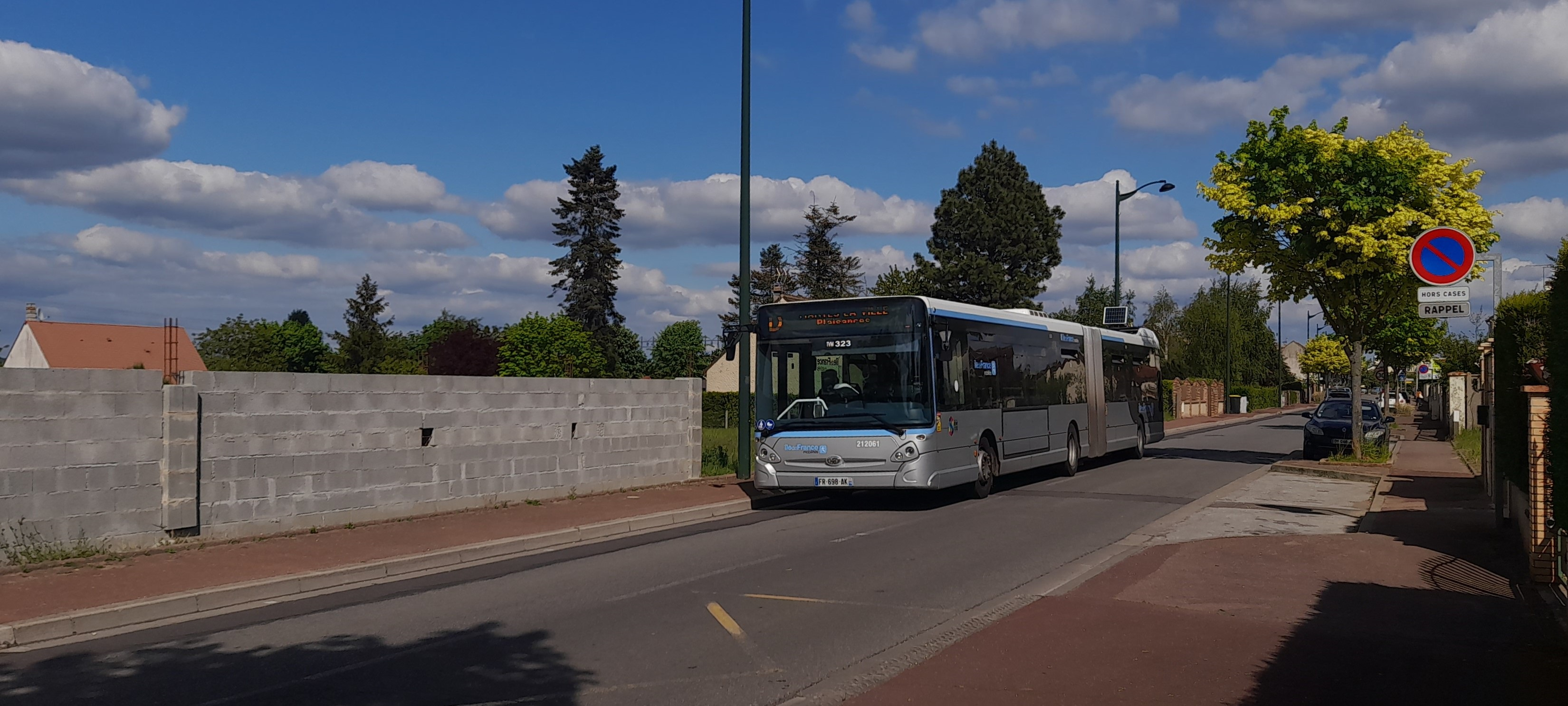
Heuliez Bus GX 437 n°323 sur la ligne D à Buchelay
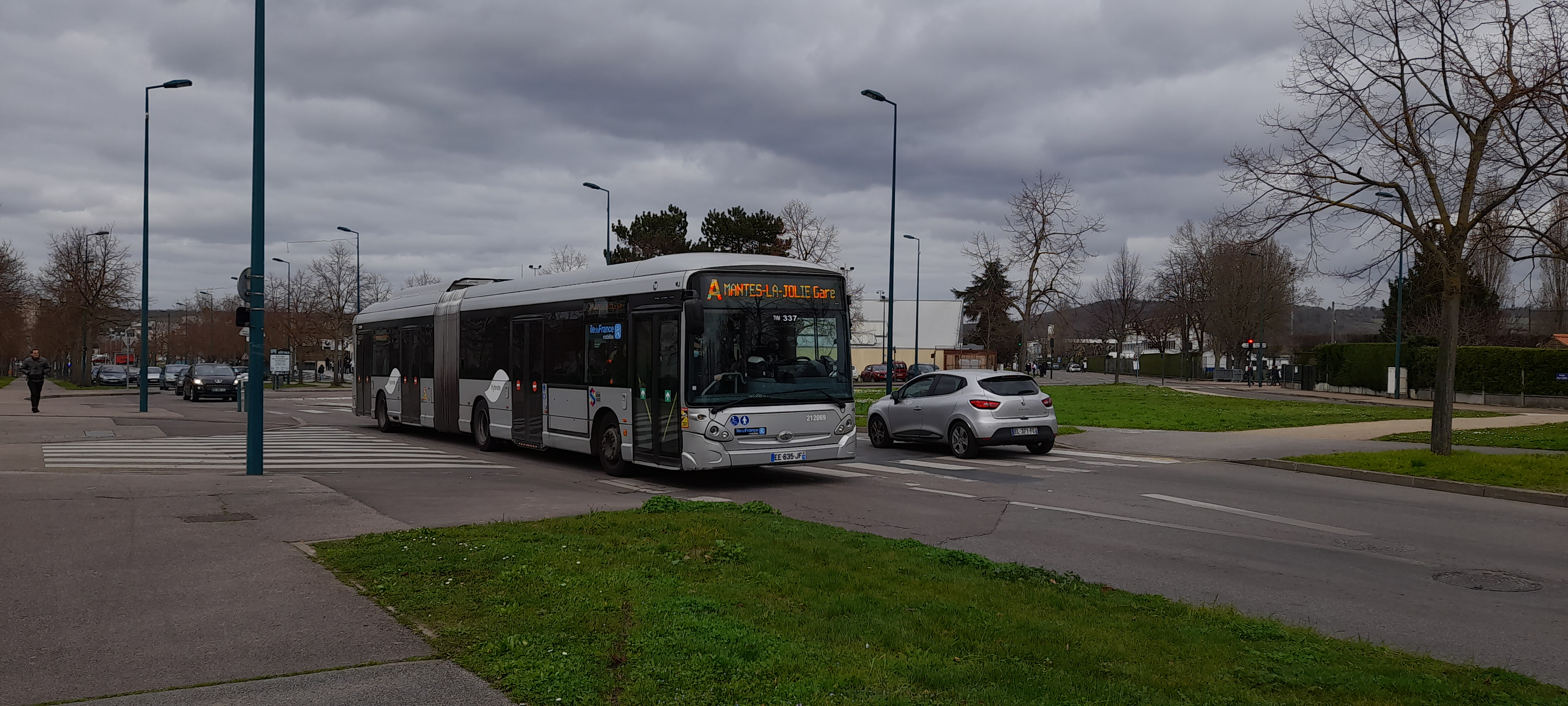
Heuliez Bus GX 437 Hybride n°337 sur la ligne A à Mantes-la-Jolie
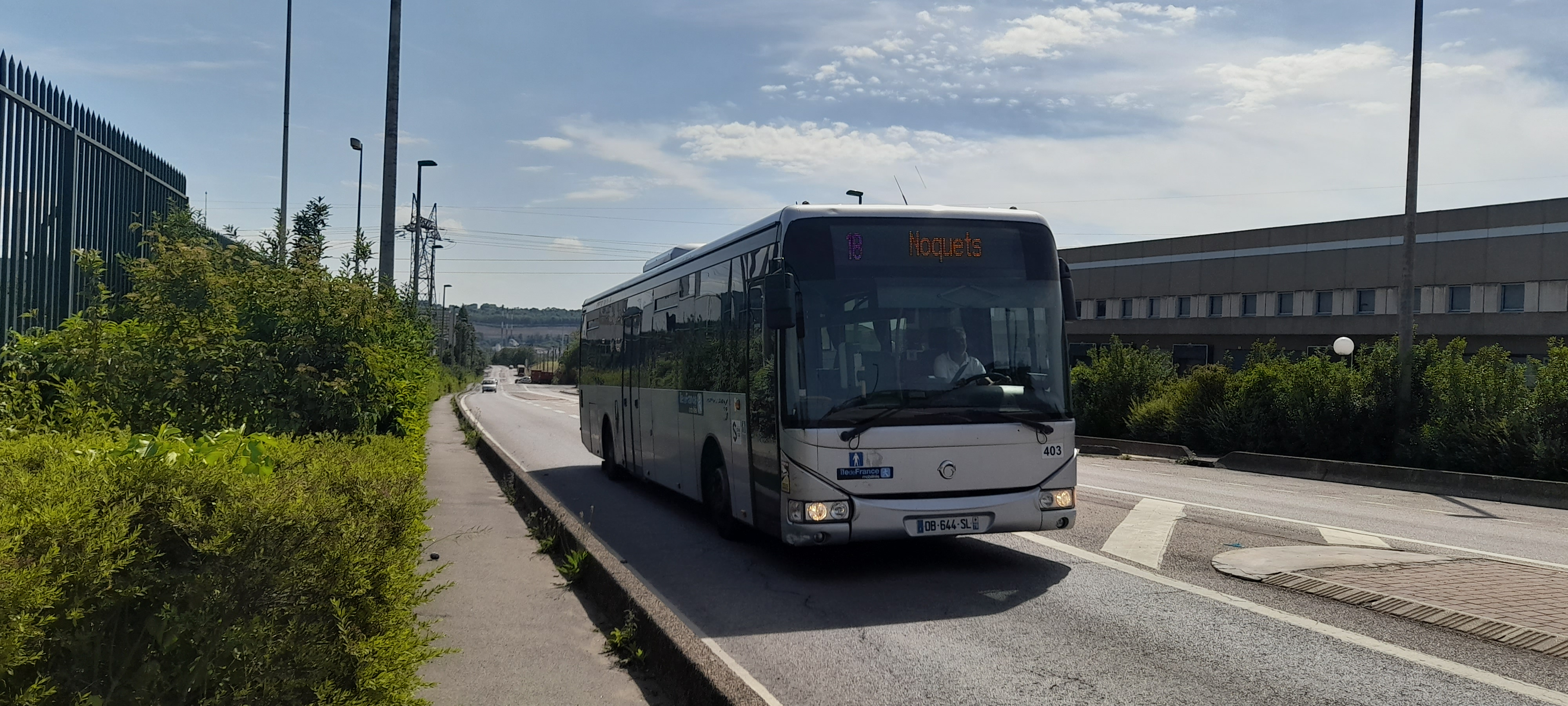
Irisbus Crossway LE n°403 sur la ligne 18 à Porcheville
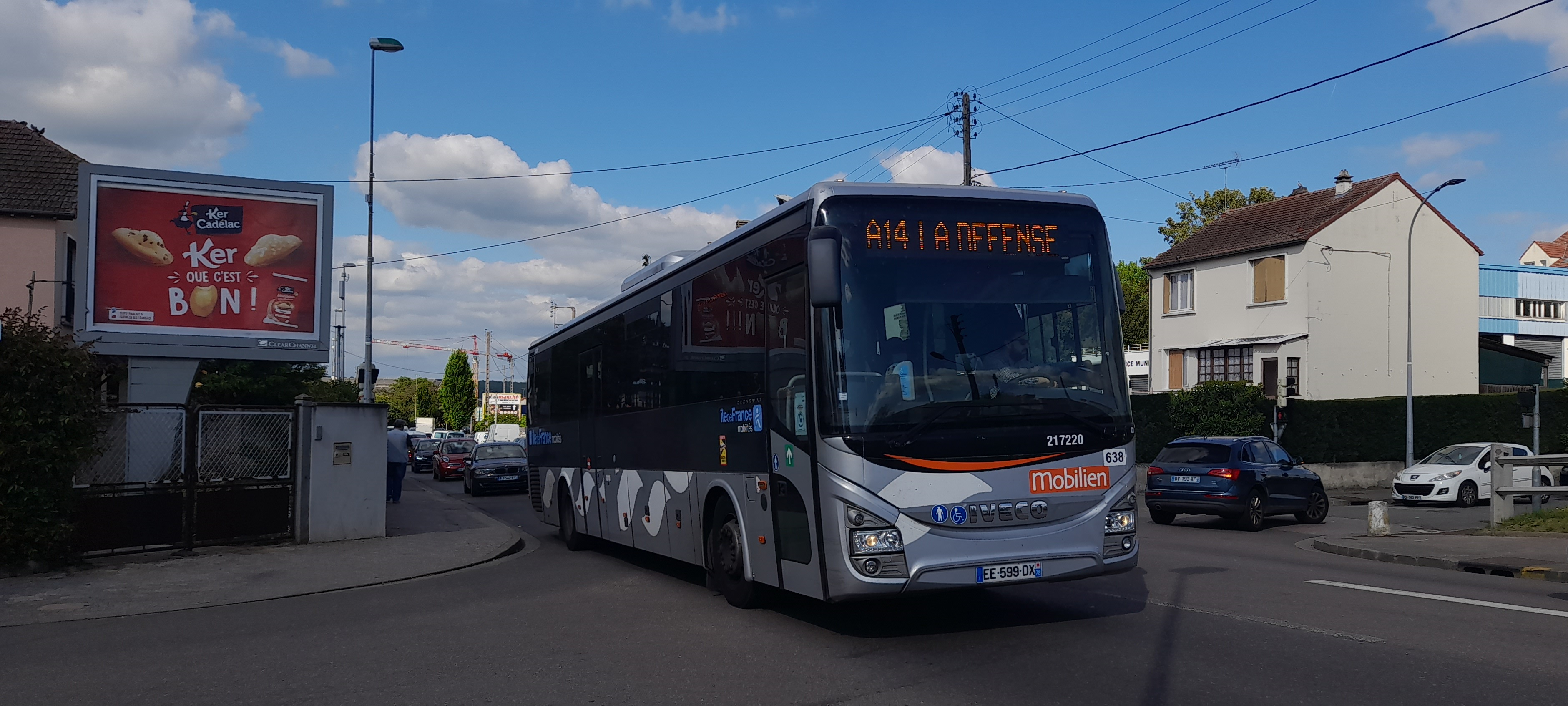
Iveco Bus Crossway Pro 13 n°638 sur la ligne Express A14M à Mantes-la-Ville